# Rzjev
Rzjev (Russisch: Ржев) is een stad in Rusland, gelegen in de oblast (provincie) Tver. De stad ligt op beide oevers van de Wolga en is de eerste stad aan deze rivier, gelegen op 200 kilometer van de bron. Rzjev ligt aan de spoorlijn Moskou - Riga, ongeveer 250 km ten westen van de Russische hoofdstad en telt 60.334 inwoners.

## Geschiedenis
Rzjev strijdt met Toropets om de titel van oudste stad in de regio. Vanwege zijn gunstige ligging aan de bovenloop van de Wolga konden diverse stammen op vlotten de rivier afzakken. Rzjev wordt voor het eerst genoemd in Novgorodse wetteksten uit 1019, maar de eerste vermelding in een kroniek dateert van 1216. In die tijd was de stad in bezit van prins Mstislav van Toropets. In de vroege middeleeuwen was Rzjev onderwerp van strijd tussen de grote machtsblokken van Rusland: de republiek Novgorod, het vorstendom Smolensk en het grootvorstendom Vladimir-Soezdal.
Na de invasie van de Mongolen kwam Rzjev in handen van een tak van de prinsendynastie van Smolensk, die het tot hun hoofdstad maakten. Later verdeelden de prinsen de stad in twee delen, die nog altijd de namen Prins Dmitri's Zijde en Prins Fjodors Zijde dragen. In het midden van de 14e eeuw werd de stad opnieuw belaagd door troepen uit Tver en Litouwen, die Rzjev achtereenvolgens in handen kregen. Uiteindelijk werd de stad definitief ingelijfd bij het grootvorstendom Moskou.
Met de opkomst van de spoorweg werd Rzjev een kruispunt van de lijn Riga - Moskou (oost-west) en de verbinding tussen Brjansk en de spoorlijn naar Sint-Petersburg (noord-zuid).
In de 20e eeuw bezat de stad een belangrijke haven, wolindustrie en een touwfabriek met ongeveer 1000 werknemers. Ook een radio- en telegraafstation waren aanwezig. Tevens bevonden zich in de stad diverse militaire objecten zoals een munitieopslagplaats, een wapenopslagplaats en een militaire vliegschool met een vliegveld en een casino.
Tijdens de Tweede Wereldoorlog was de stad gedurende 15 maanden een het toneel van heftige strijd tussen de Wehrmacht en het Rode Leger, die aan beide zijden meer dan een miljoen slachtoffers eiste. Rzjev werd op 16 oktober 1941 voor het eerst ingenomen door de Duitse 26e infanteriedivisie. De Russische tegenaanval, die vanaf 5 december 1941 de Duitse troepen bij Moskou terug naar het westen dreef, werd rond 6 januari 1942 vlak voor Rzjev tot staan gebracht. Tot en met 1 maart 1943 bleef de stad in Duitse handen totdat tussen 1 en 20 maart 1943 het gehele gebied tussen Rzjev en Vjazma tijdens de "Buffel"-beweging werd ontruimd. Als gevolg van de vele gevechten werd de stad vrijwel volledig verwoest, waardoor er in Rzjev nauwelijks oude gebouwen zijn aan te treffen.
In 2005 werd de stad getroffen door een hepatitis A-epidemie, die wordt toegeschreven aan de slechte staat van de waterzuiveringsinstallaties.

## Economie en transport
De belangrijkste economische sector van Rzjev wordt gevormd door de machinebouw. Ook worden er bouwmaterialen geproduceerd; de stad levert vooral veel kranen. Andere in Rzjev aanwezige industrieën zijn houtbewerking en voedselproductie.
De stad ligt strategisch op een knooppunt van oost-west- en noord-zuidverbindingen. Zowel spoor- als autowegen verbinden Rzjev met belangrijke steden in de regio en de rest van Rusland. De stad beschikt over een binnenhaven aan de Wolga. De dichtstbijzijnde luchthaven bevindt zich op ongeveer 100 km van de stad, in Tver.

## Demografie
| 1856   | 1897   | 1917   | 1926   | 1931   | 1937   | 1939   | 1959   | 1970   | 1979   | 1989   | 2002   | 2010   | 2015   |
| ------ | ------ | ------ | ------ | ------ | ------ | ------ | ------ | ------ | ------ | ------ | ------ | ------ | ------ |
| 13.621 | 21.265 | 33.603 | 33.000 | 34.000 | 49.163 | 54.070 | 48.971 | 60.671 | 68.858 | 69.808 | 63.729 | 61.982 | 60.334 |

## Partnersteden
Rzjev onderhoudt jumelages met Salo (Finland, sinds 1969), Gütersloh (Duitsland, 1991), Silistra (Bulgarije, 2002), Legionowo (Polen, 2005), Kovel (Oekraïne, 2003), Smila (Oekraïne), Katrineholm (Zweden, 2002) en Sloetsk (Wit-Rusland, 2012).

## Galerij

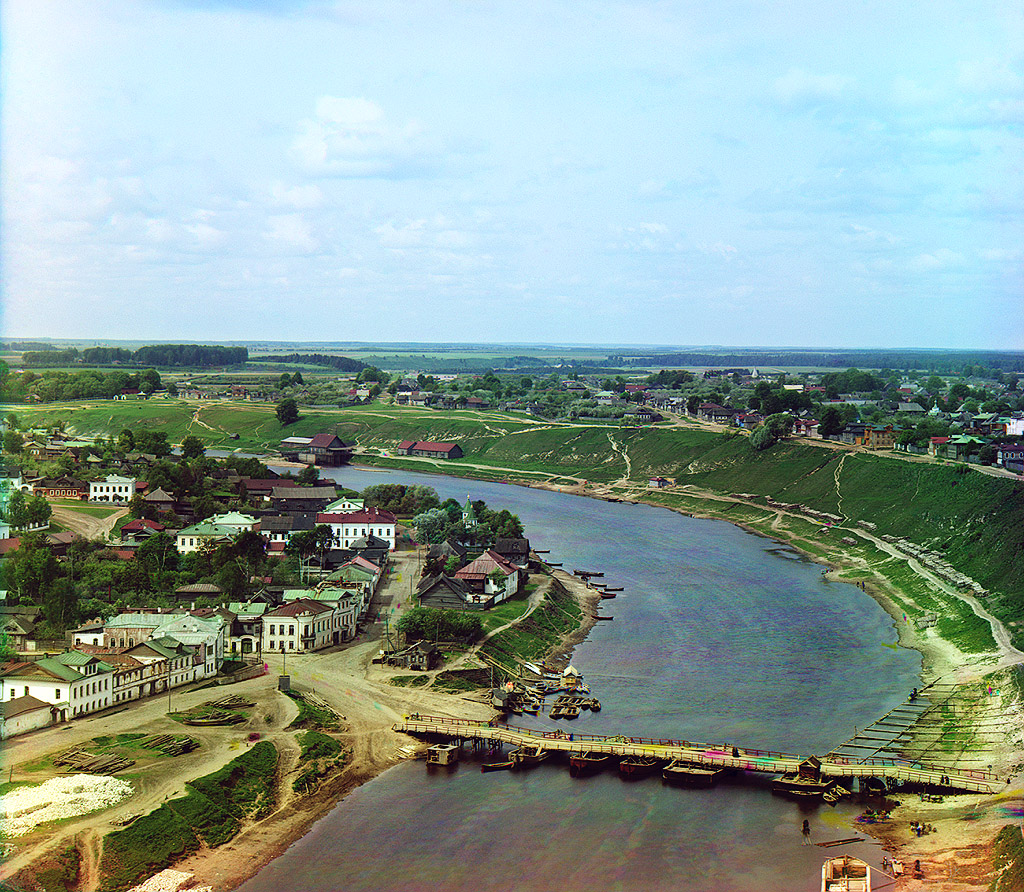
Rzjev aan het begin van de 20e eeuw
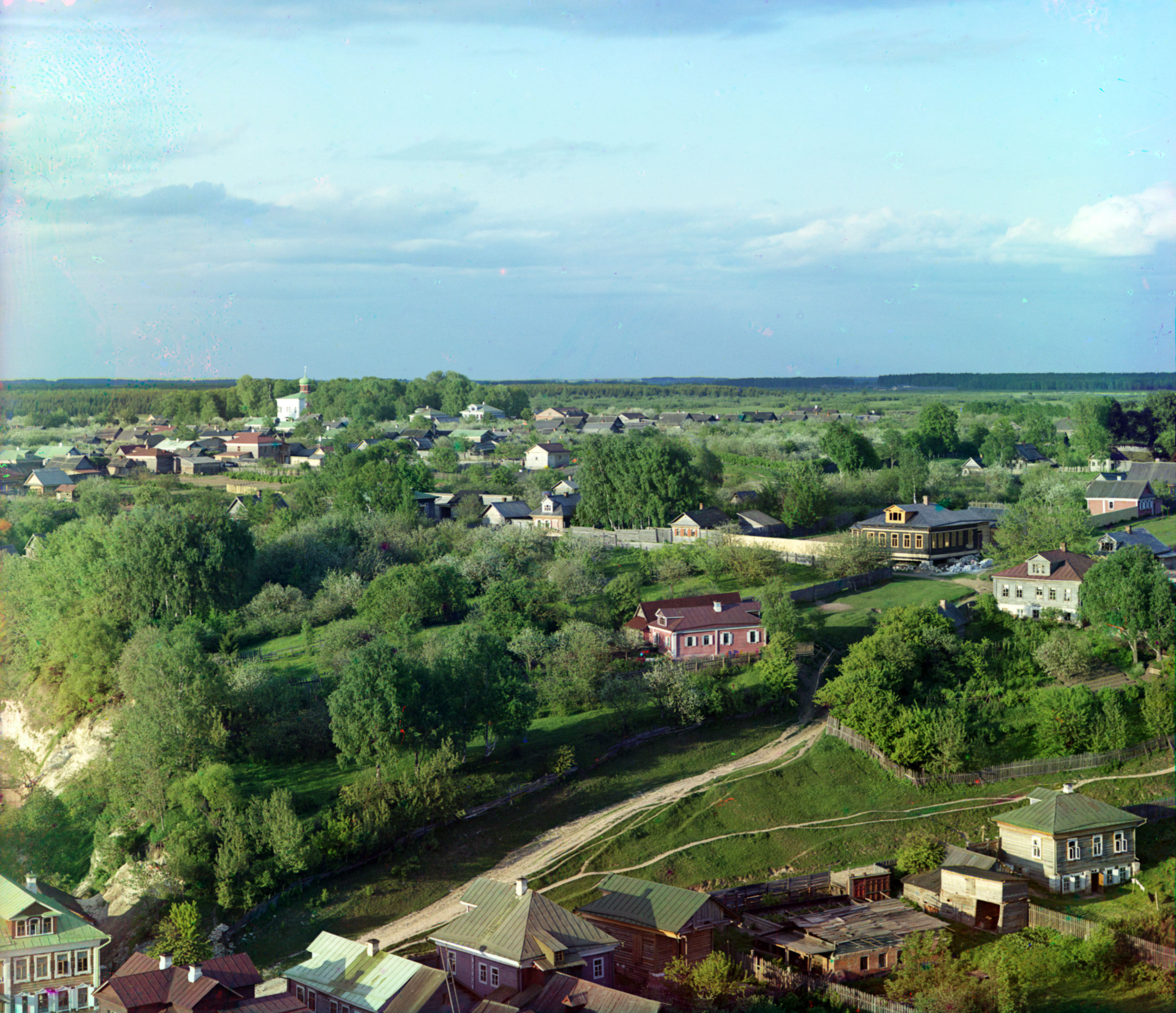
Rzjev aan het begin van de 20e eeuw
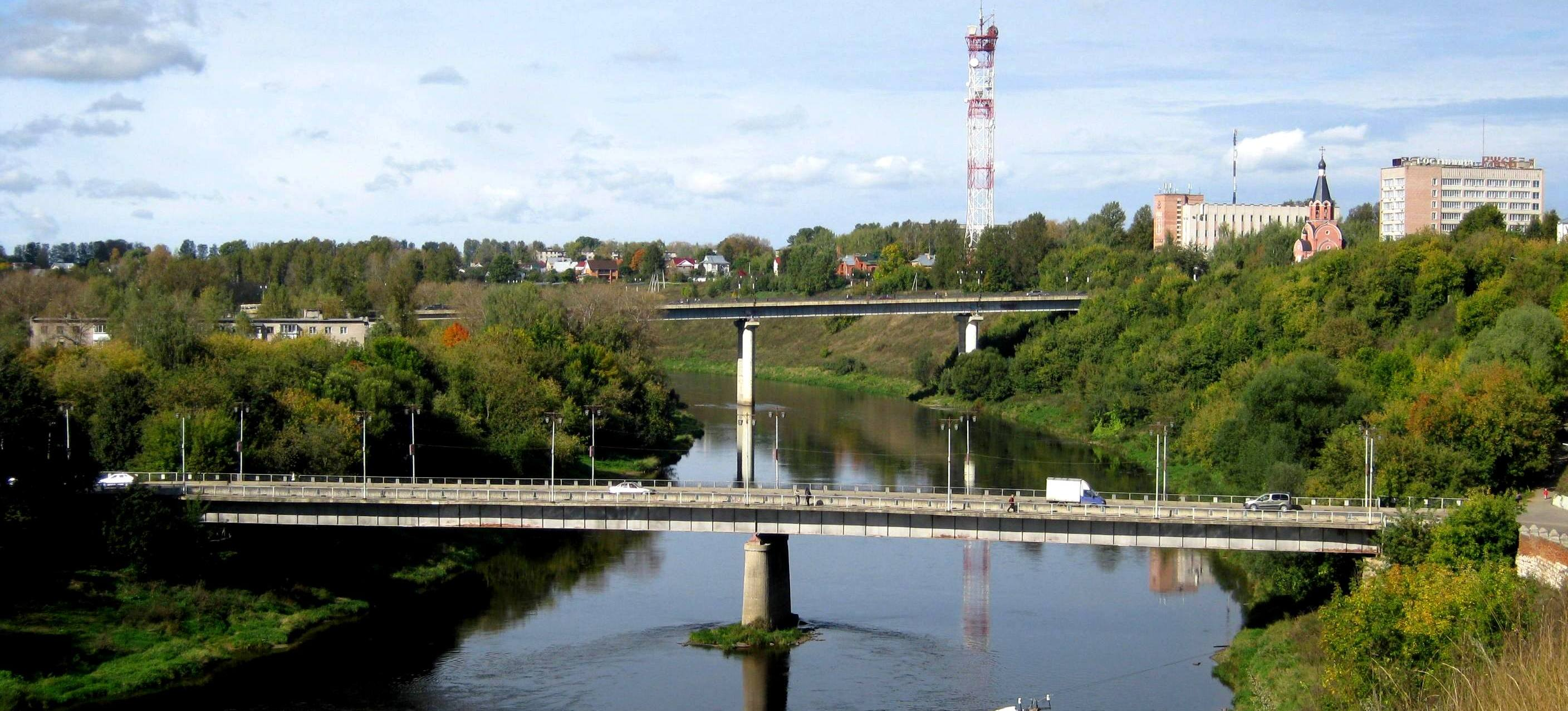
Bruggen over de Wolga
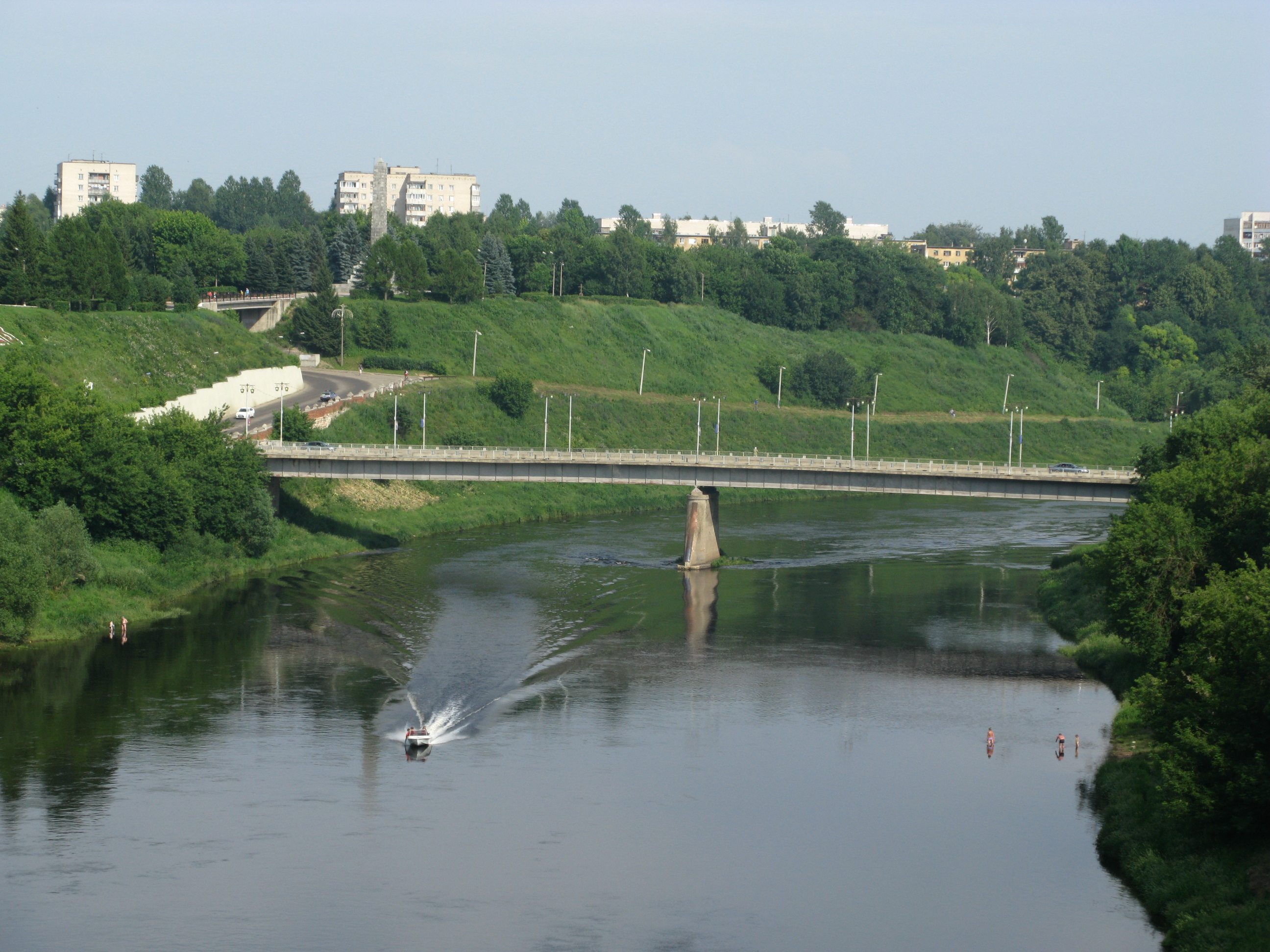
Oude brug
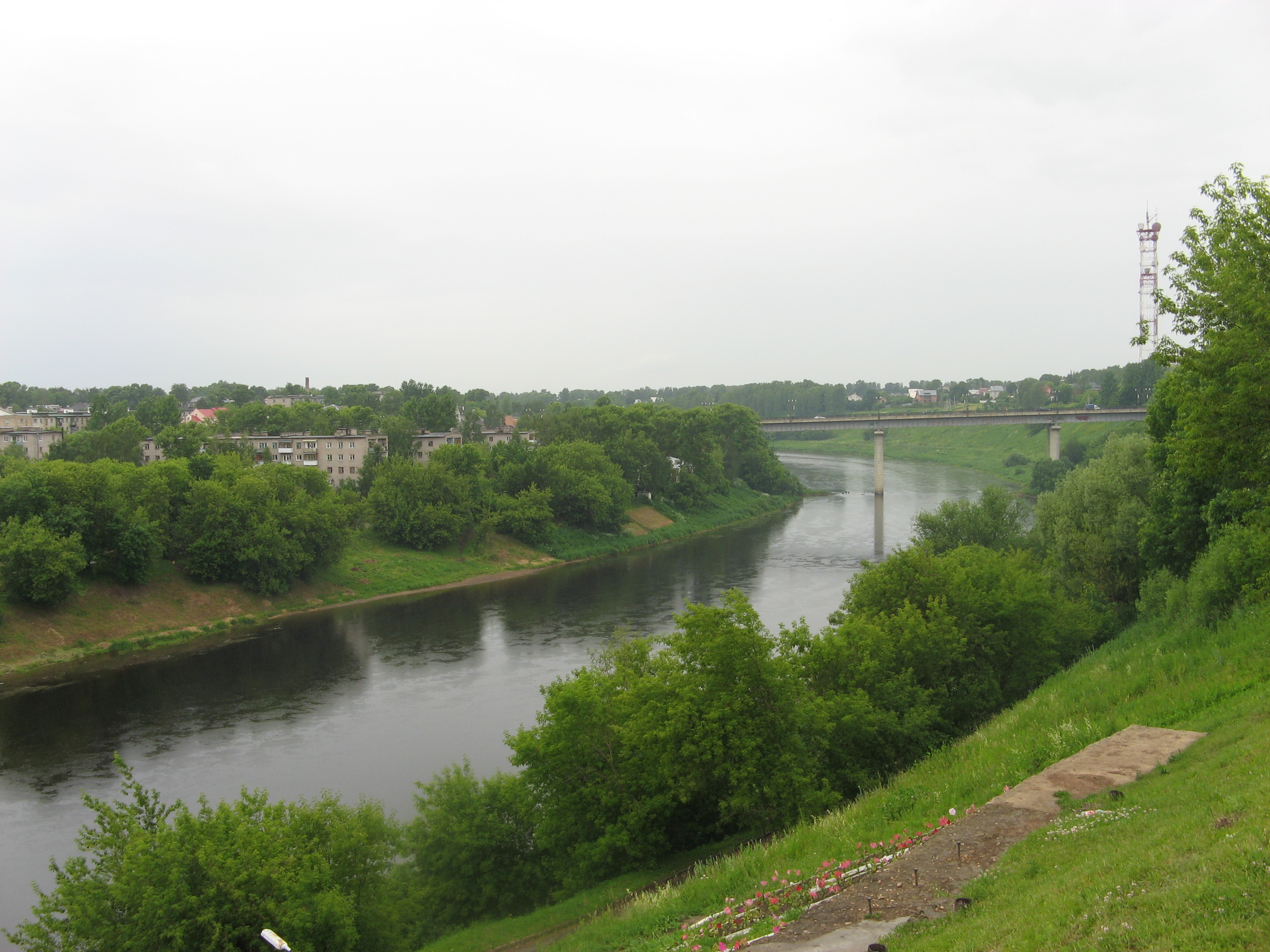
Uitzicht op de nieuwe brug
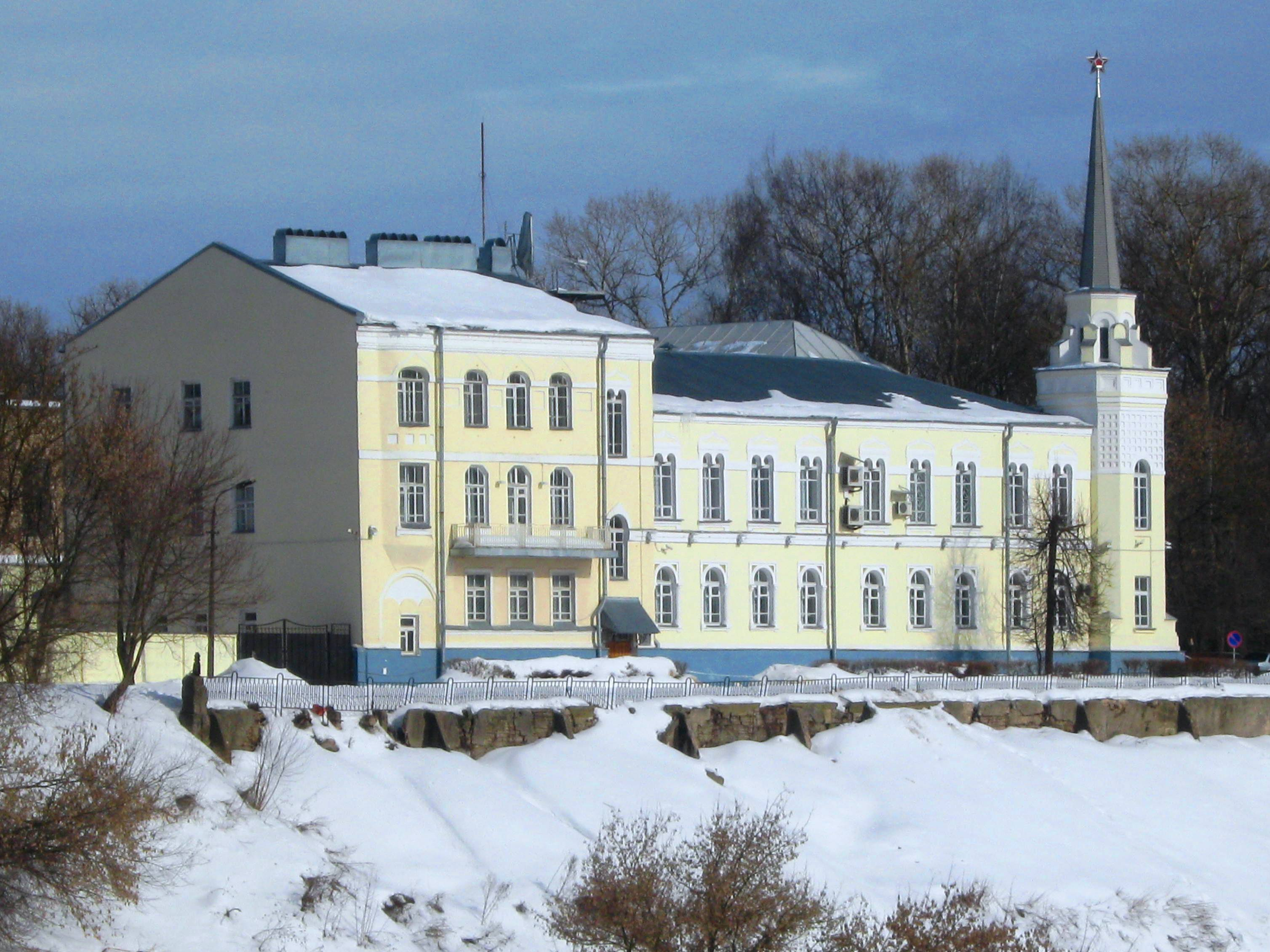
Voormalige bank
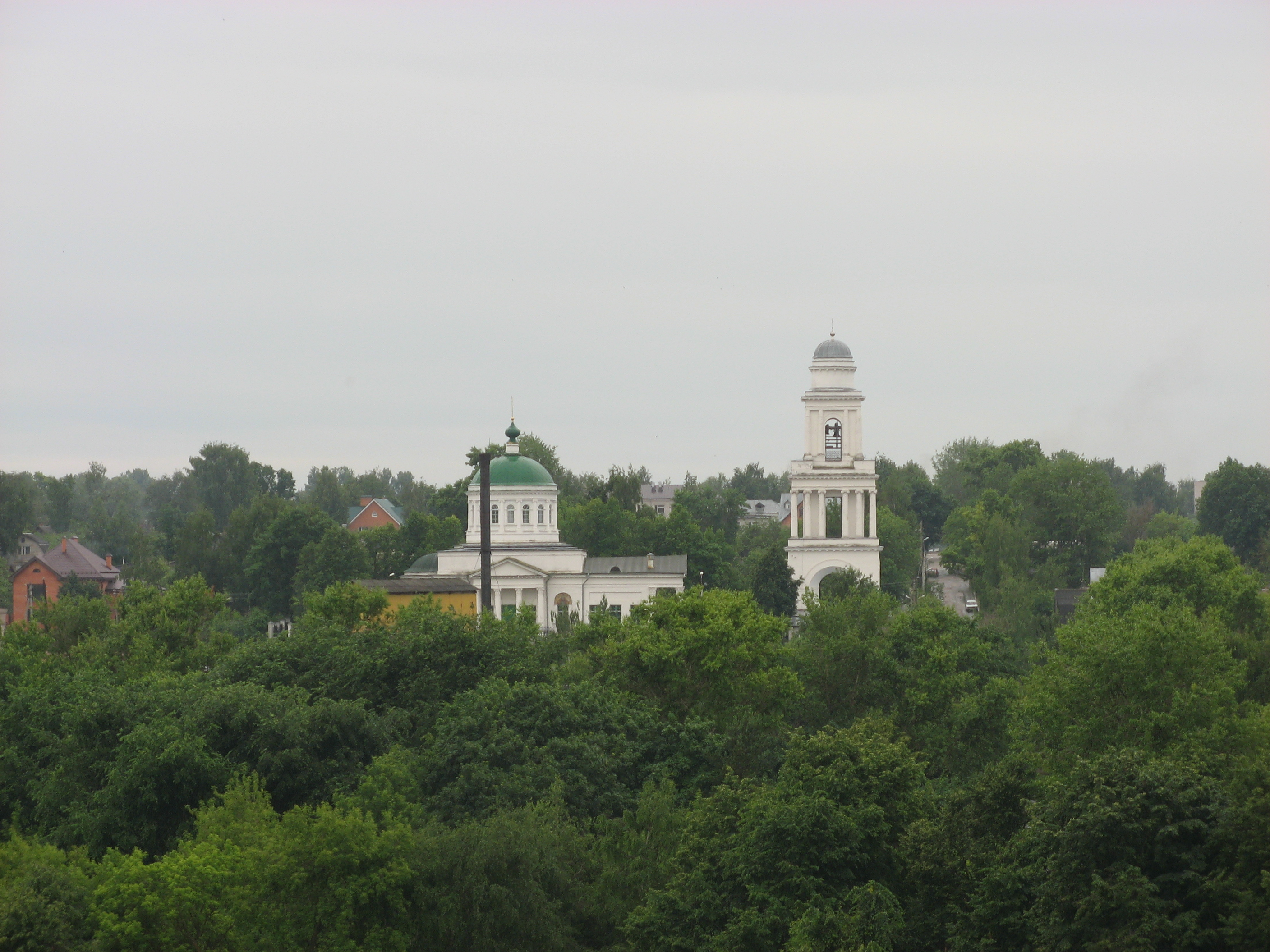
Kathedraal
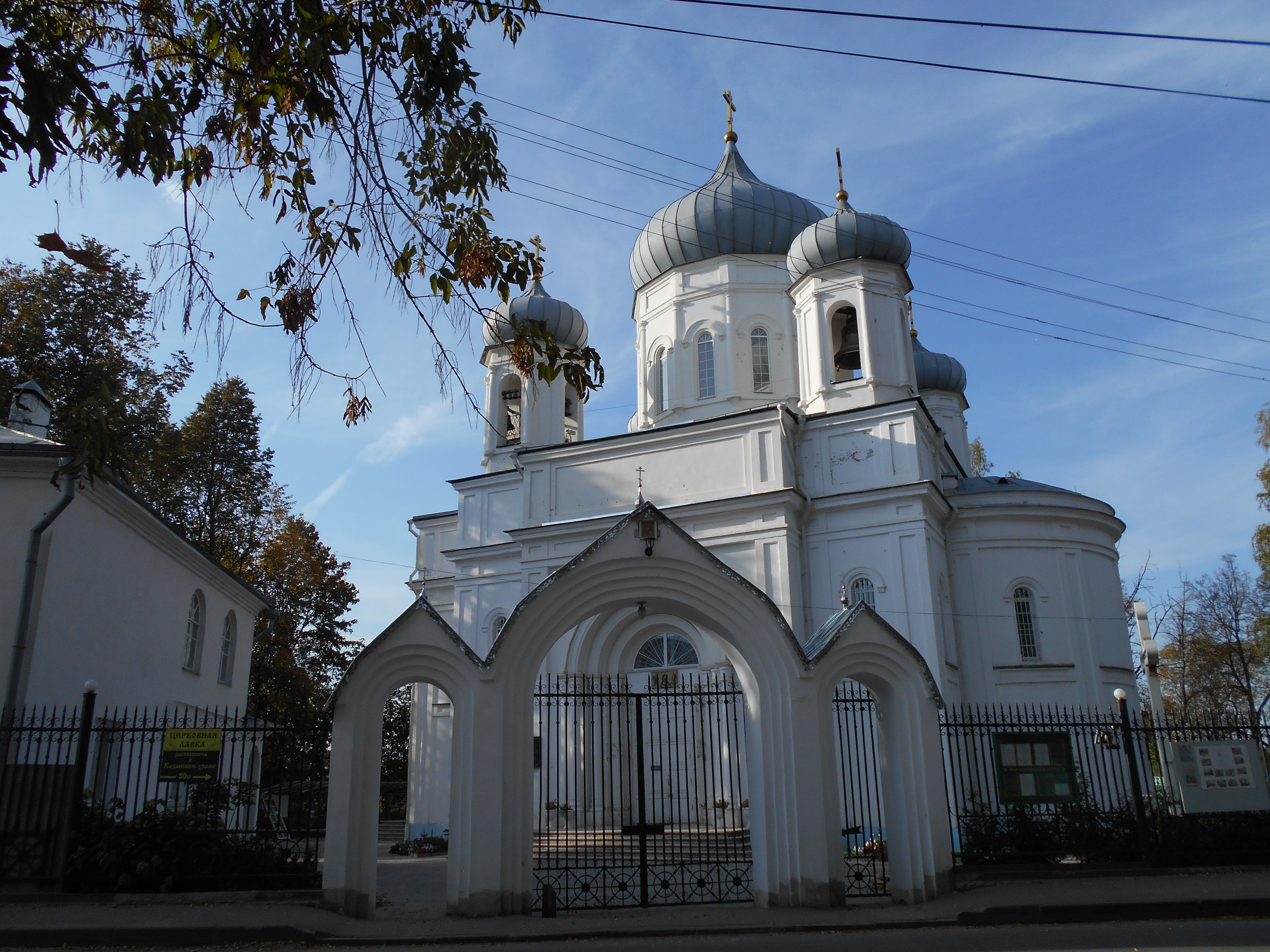
Kathedraal
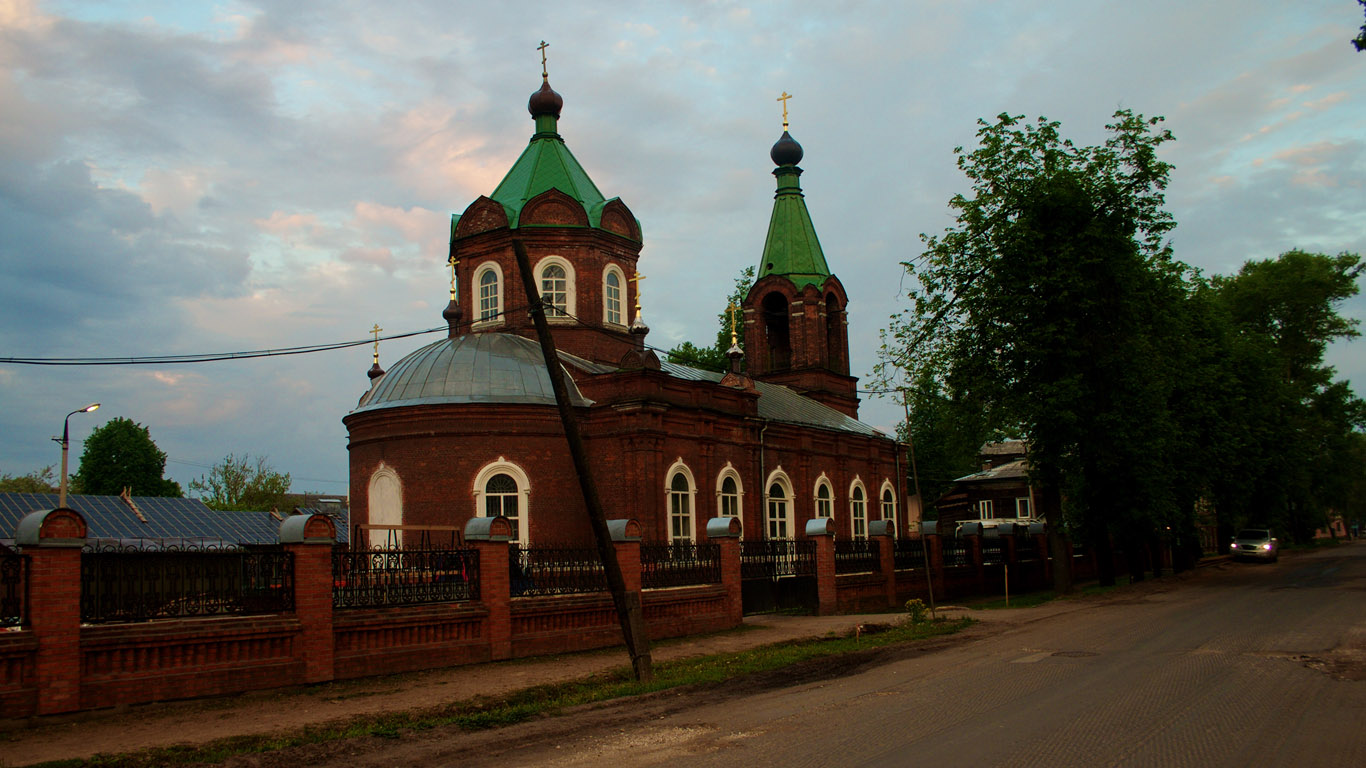
Kerk
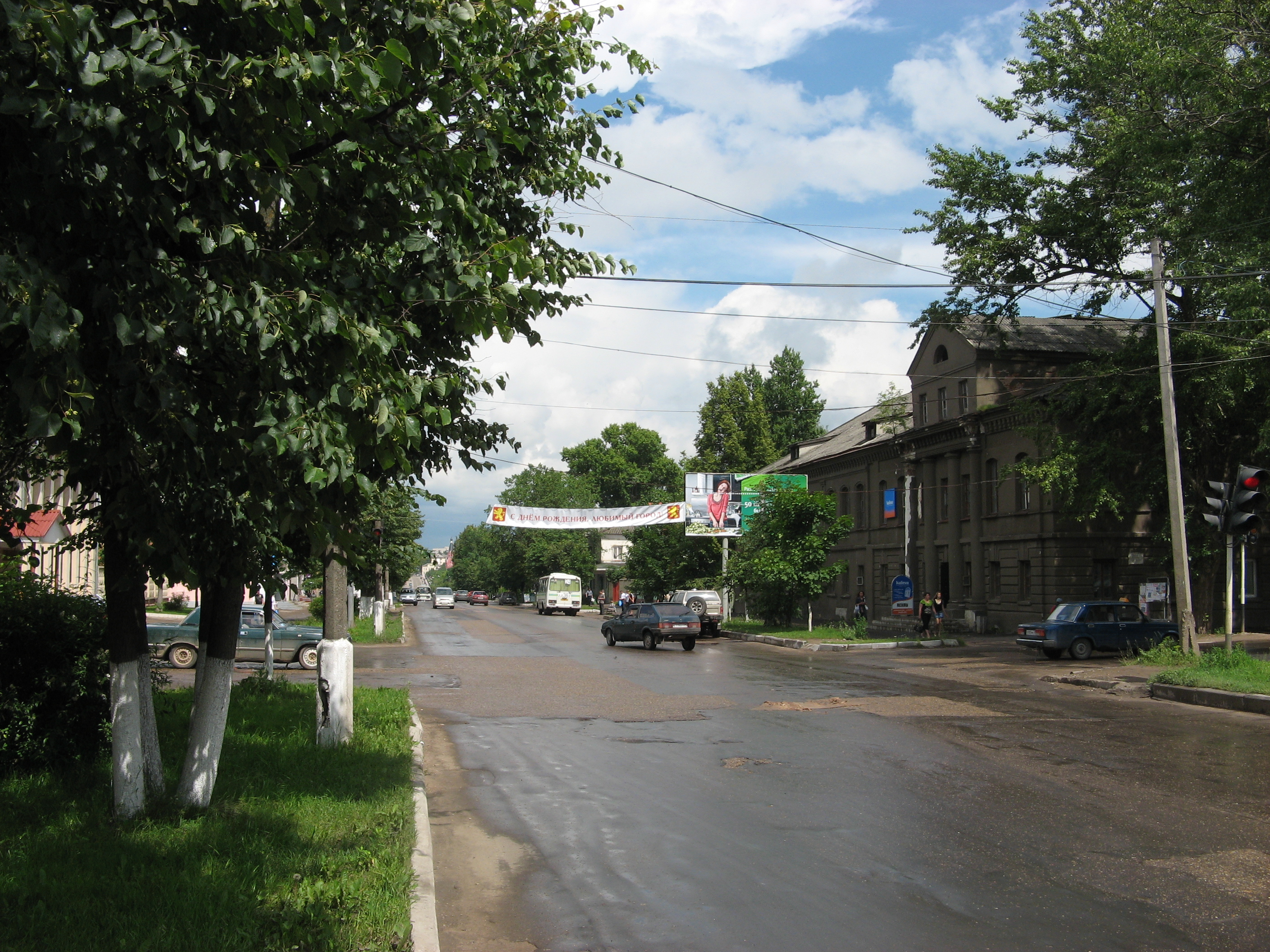
B.Spasskajastraat
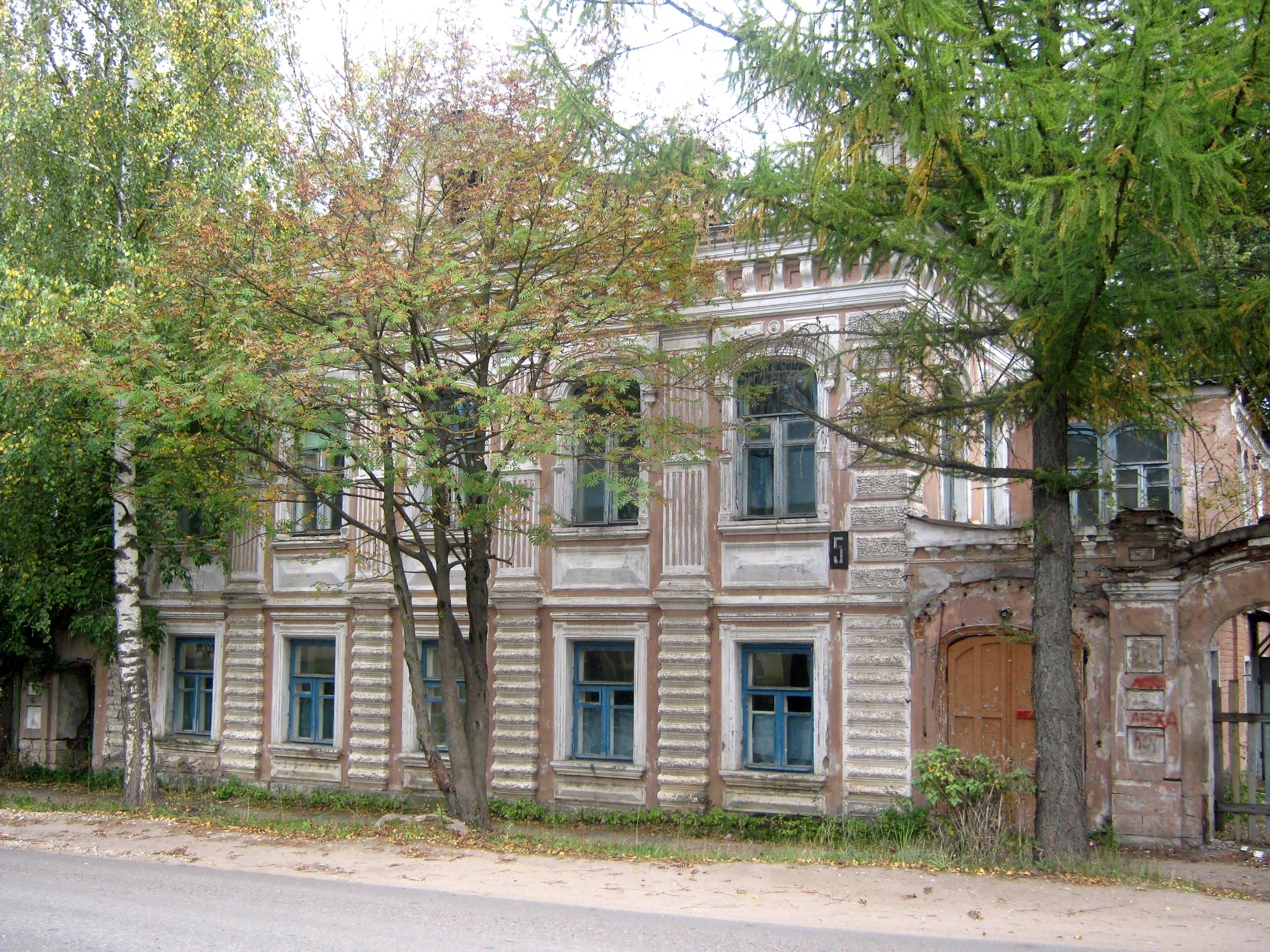
Het huis van Sjitikov
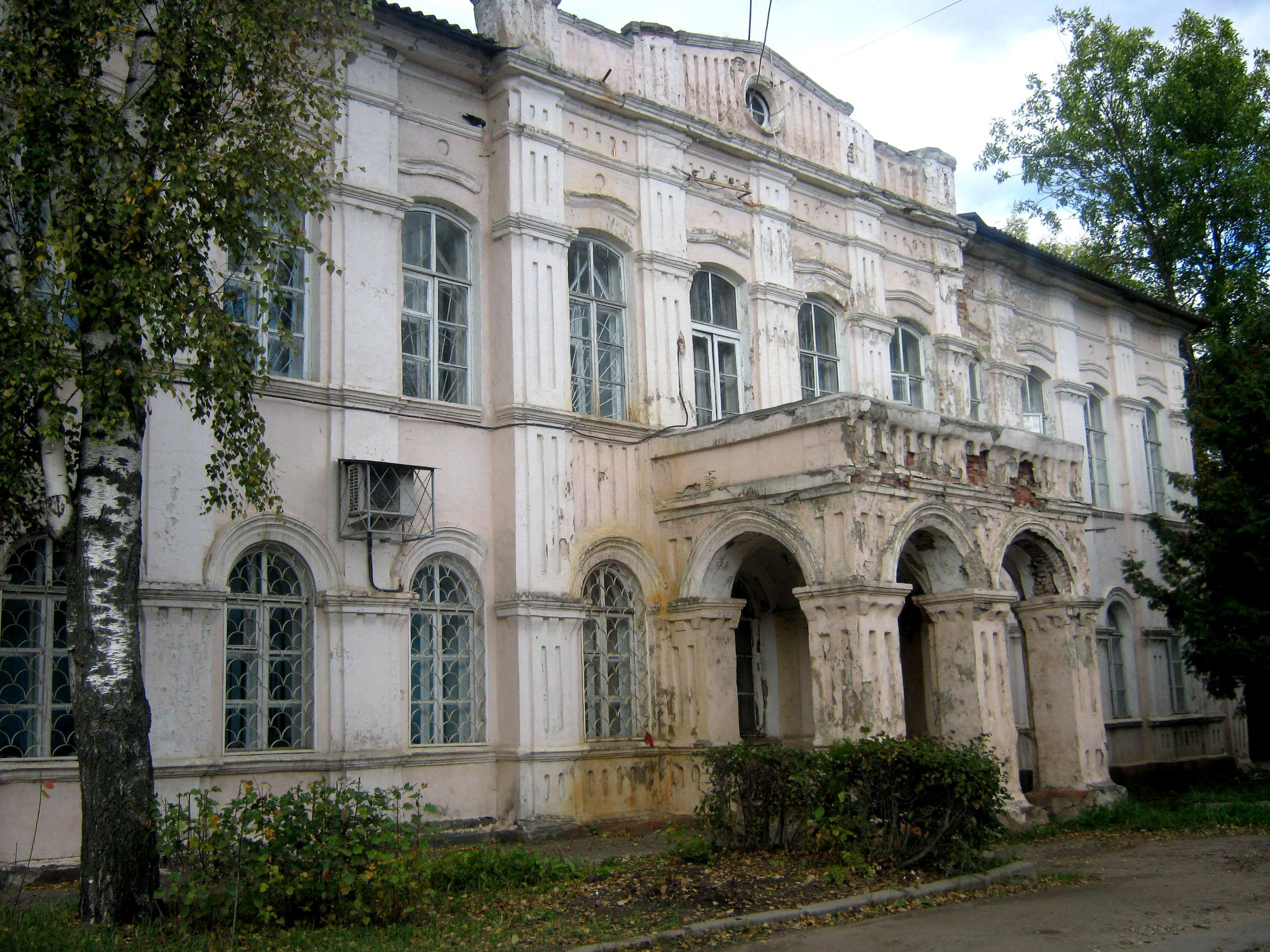
Een oud huis
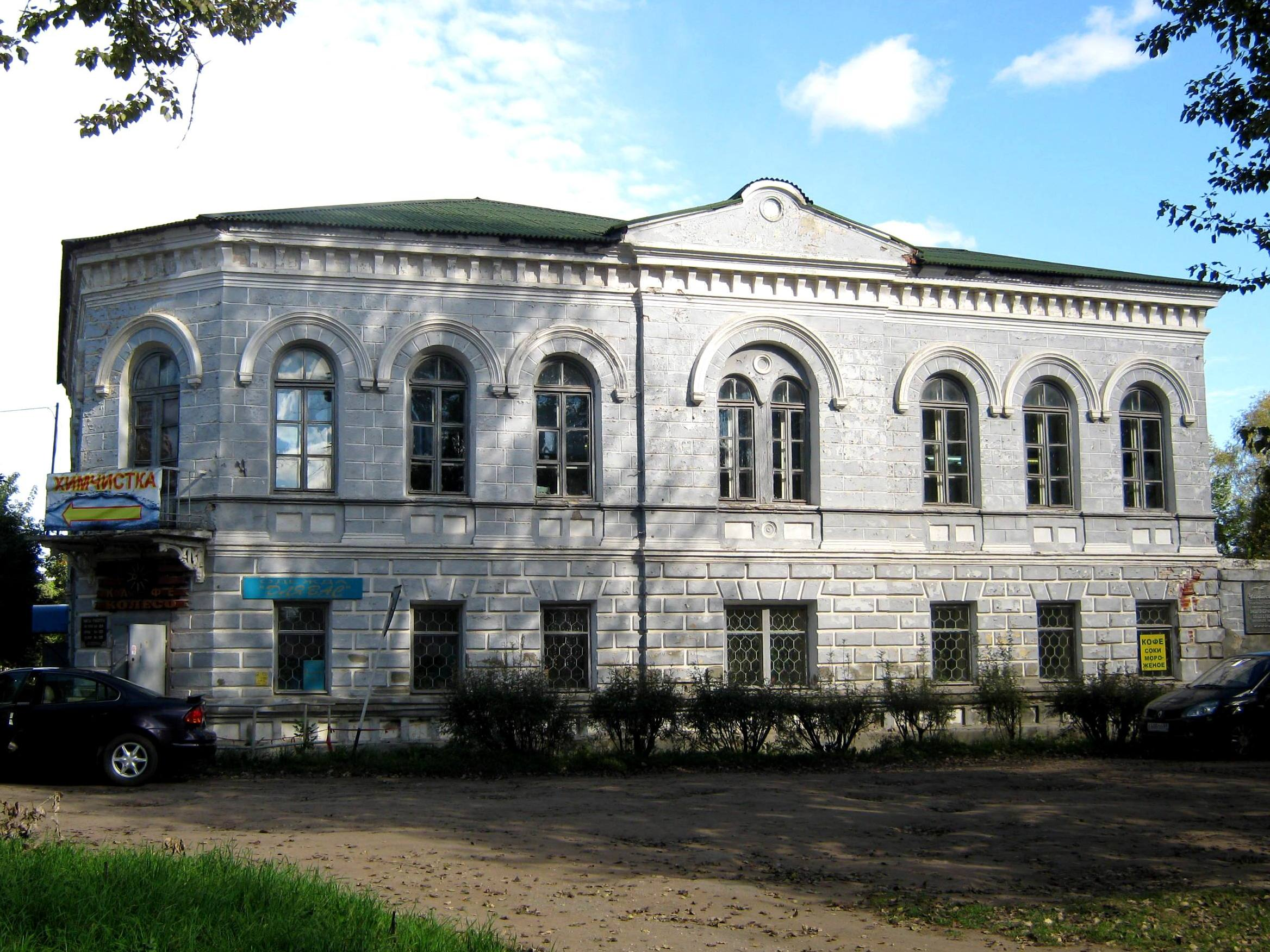
Een oud huis
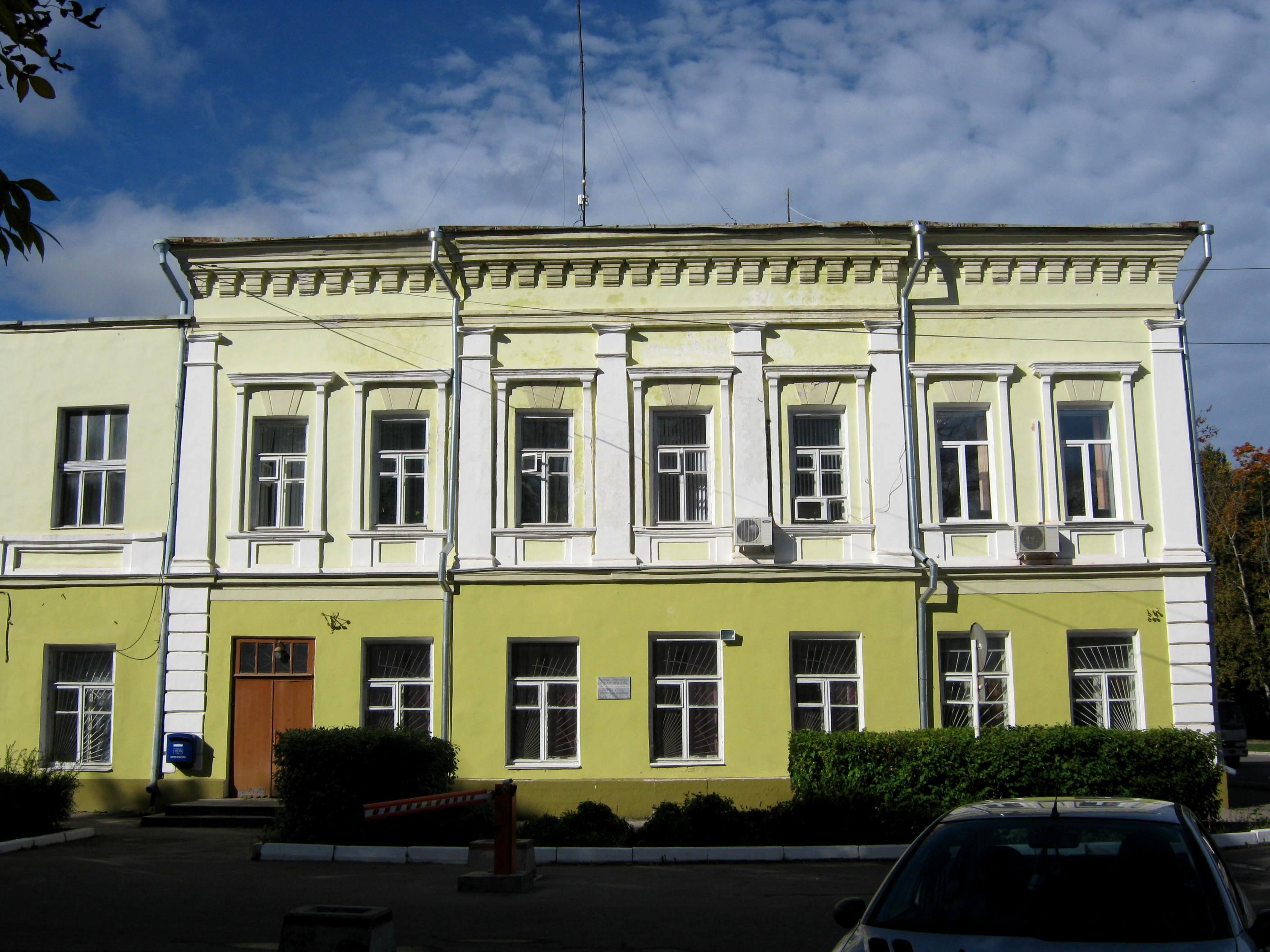
Het huis van Obraztsov
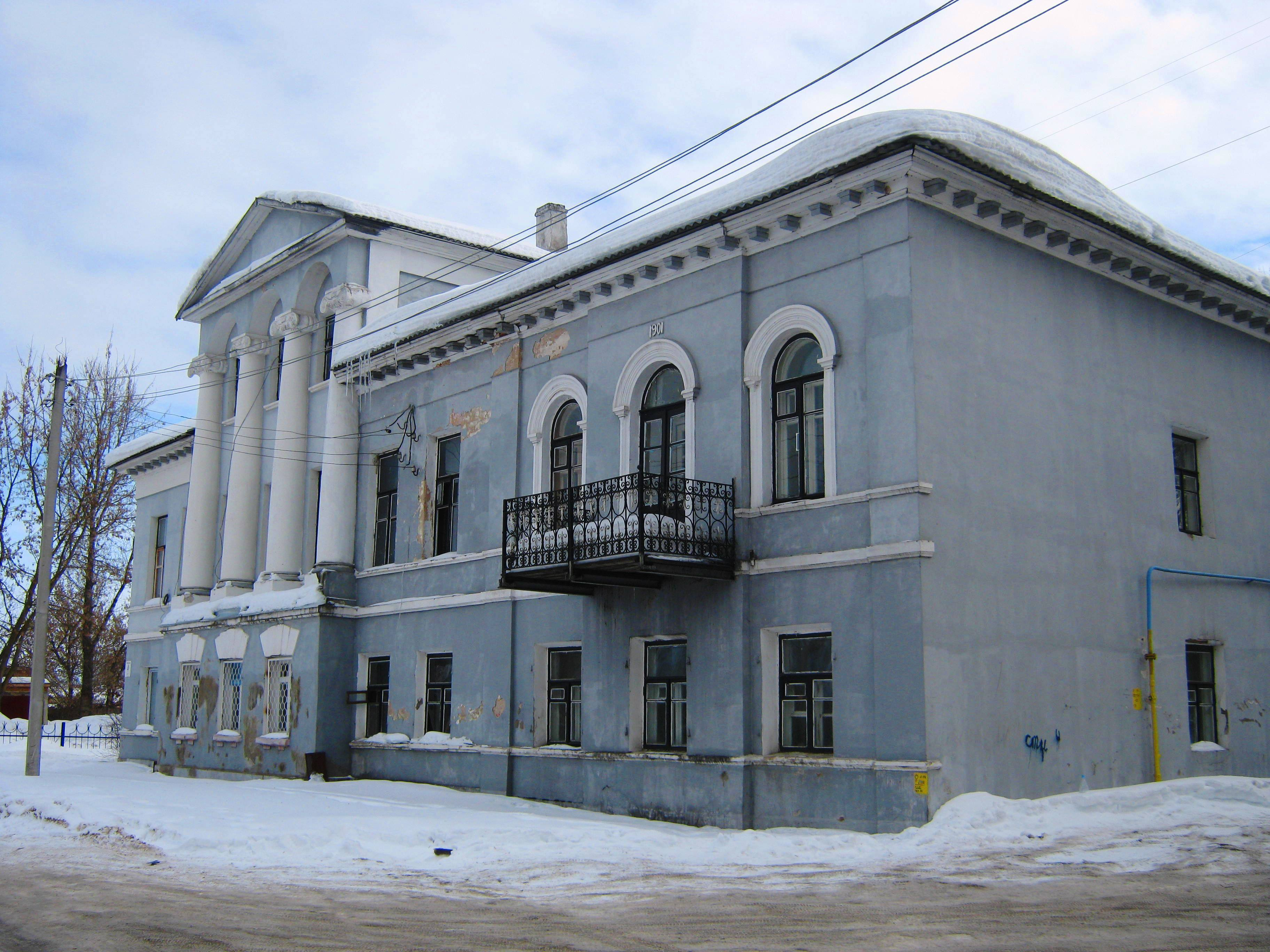
Een oud huis
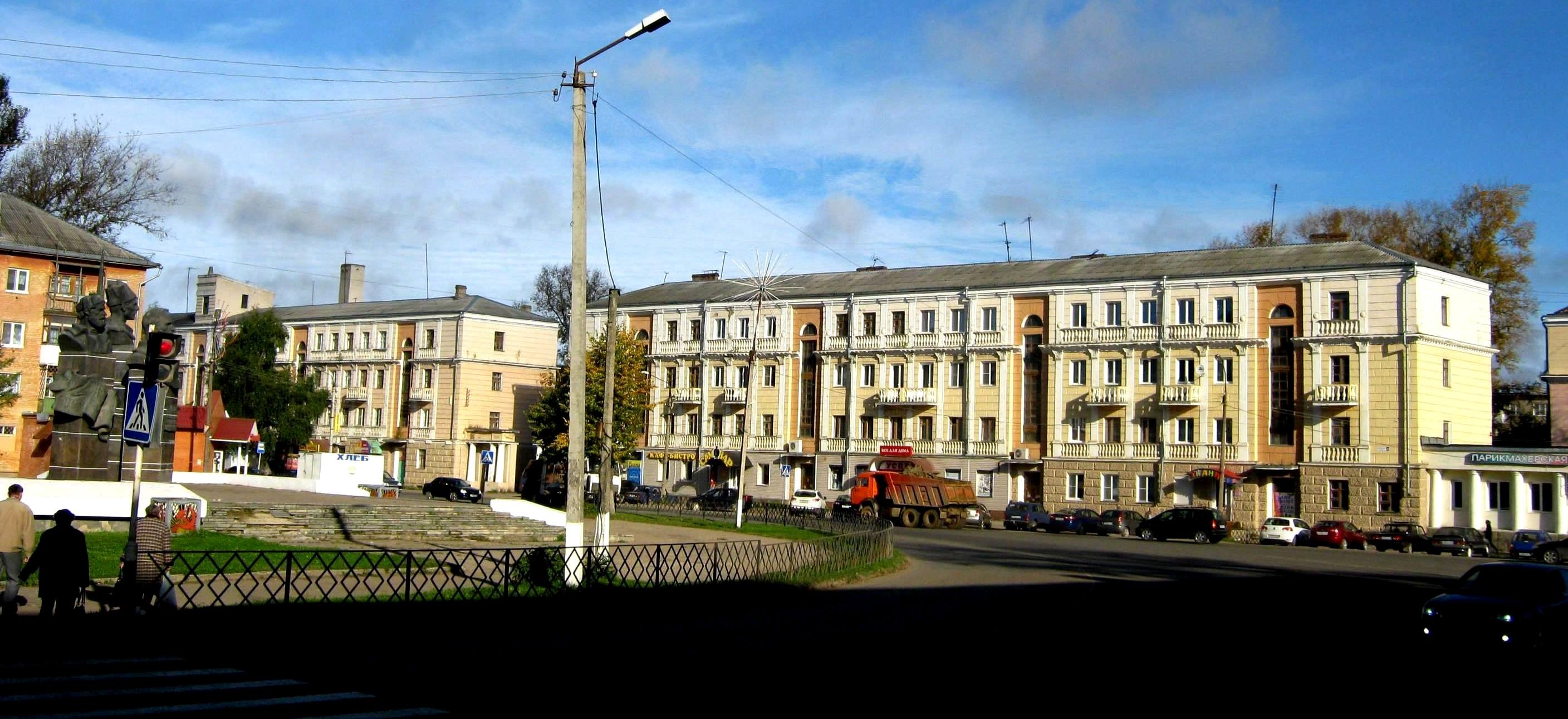
Revolutieplein
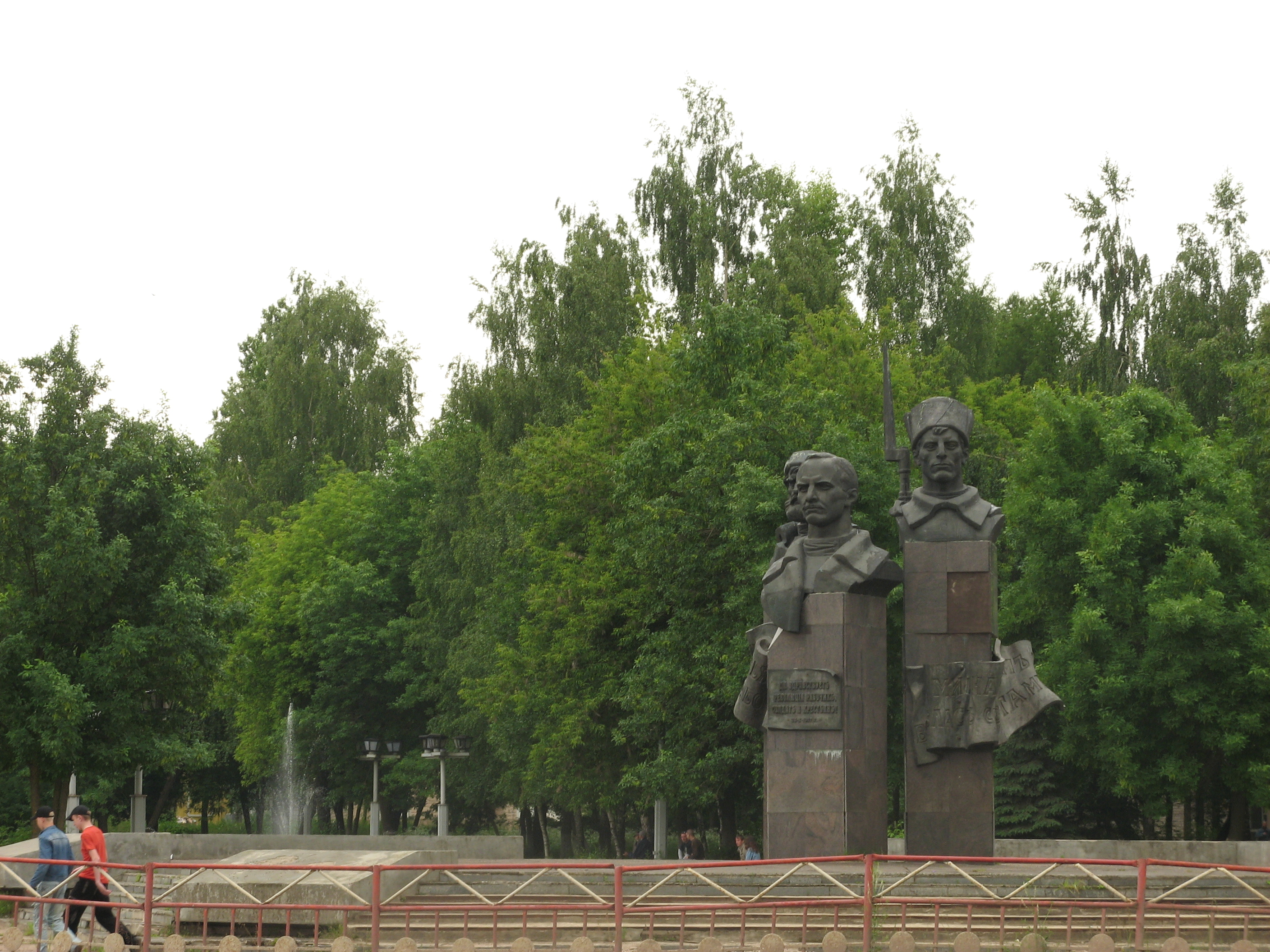
Revolutiemonument
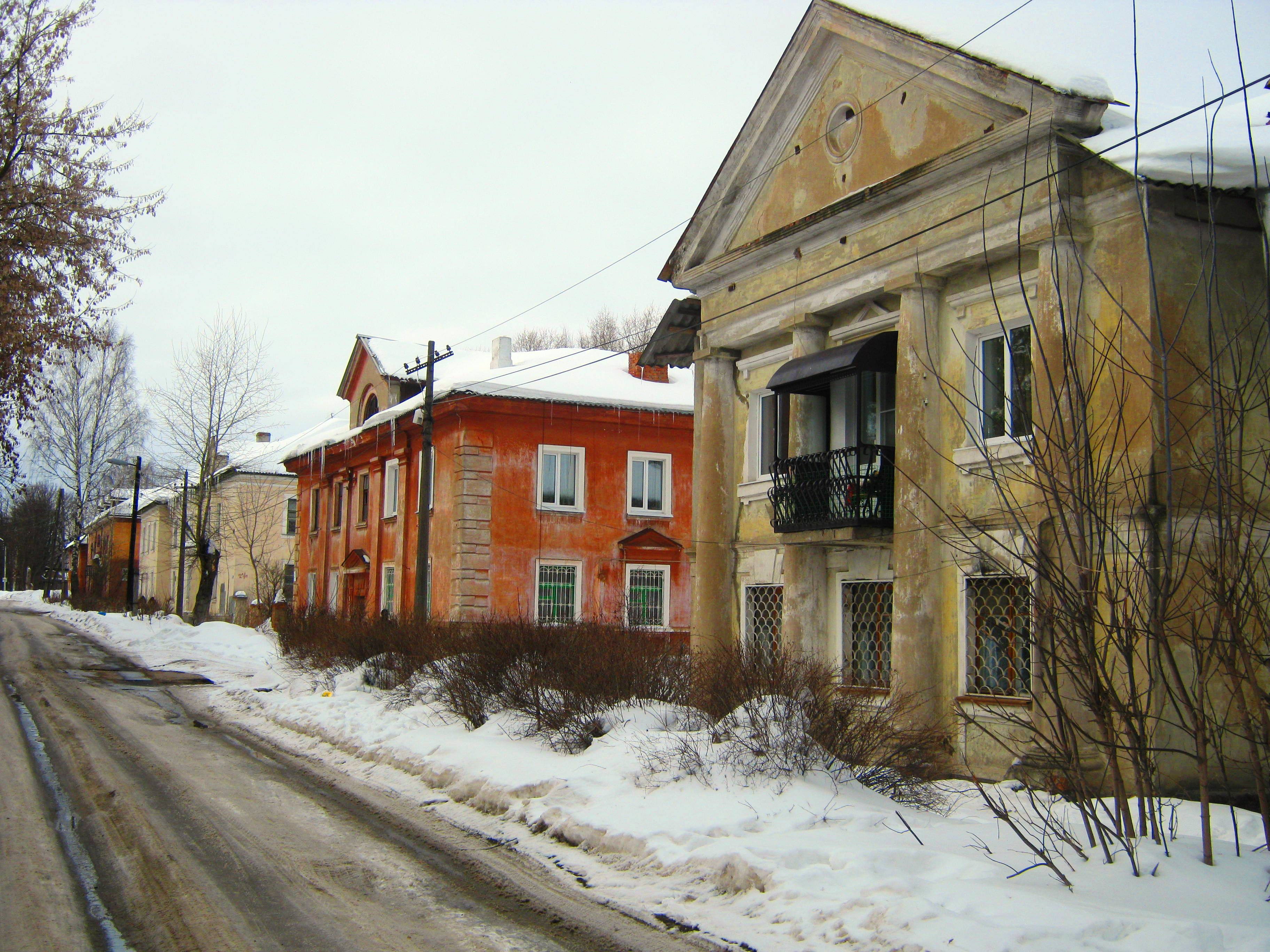
Partizaanstraat
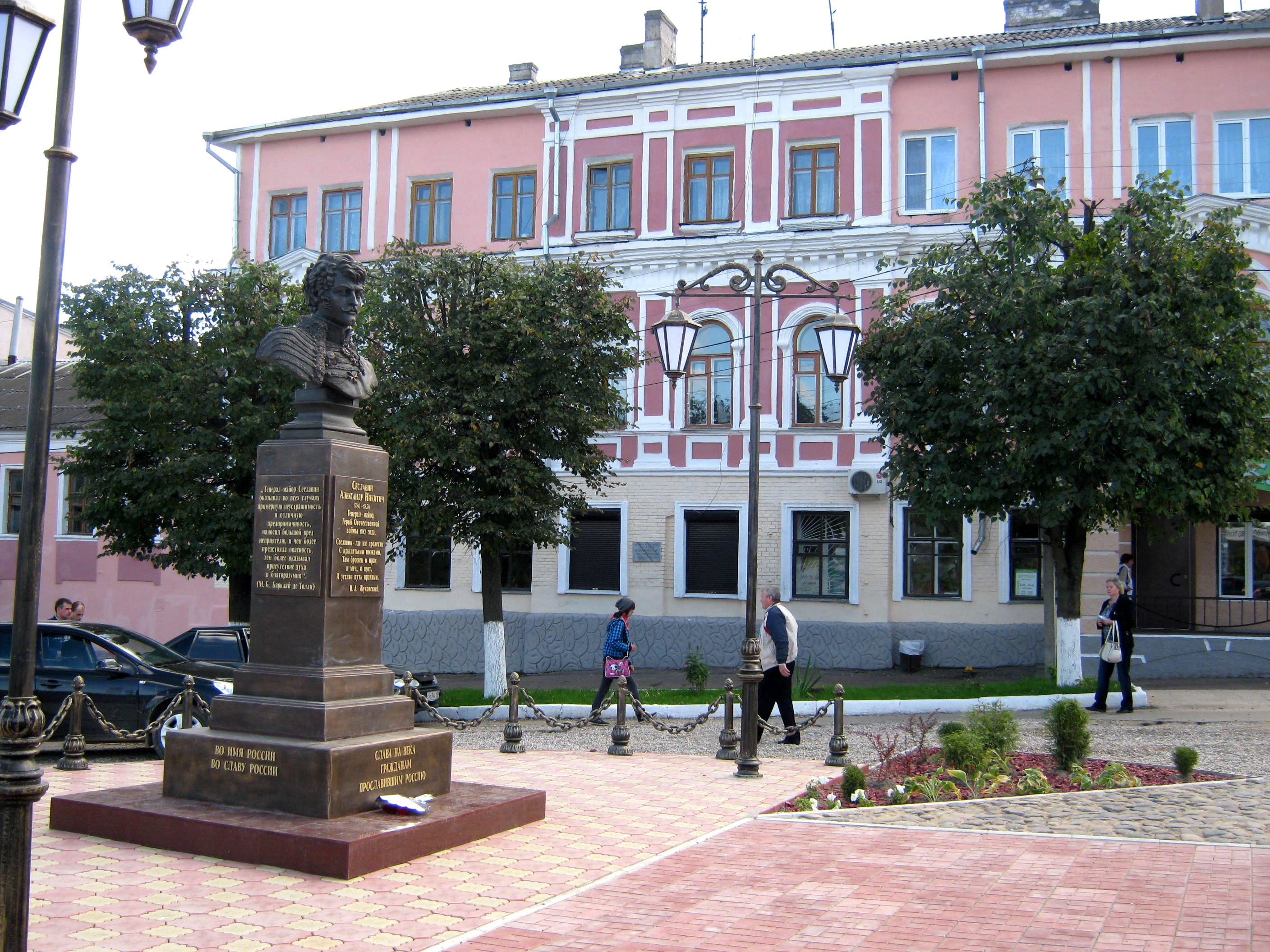
In de binnenstad
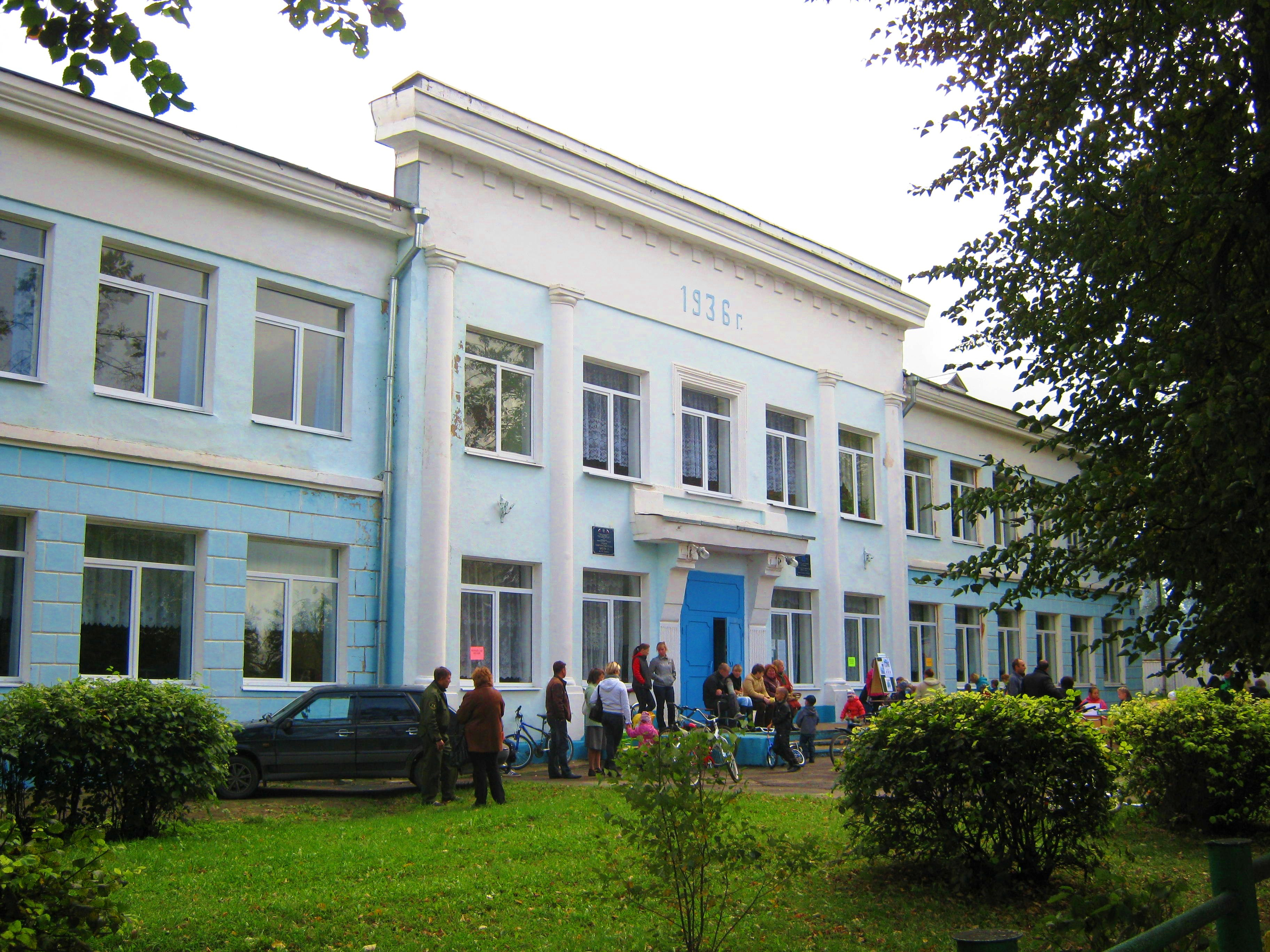
Middelbare school 1
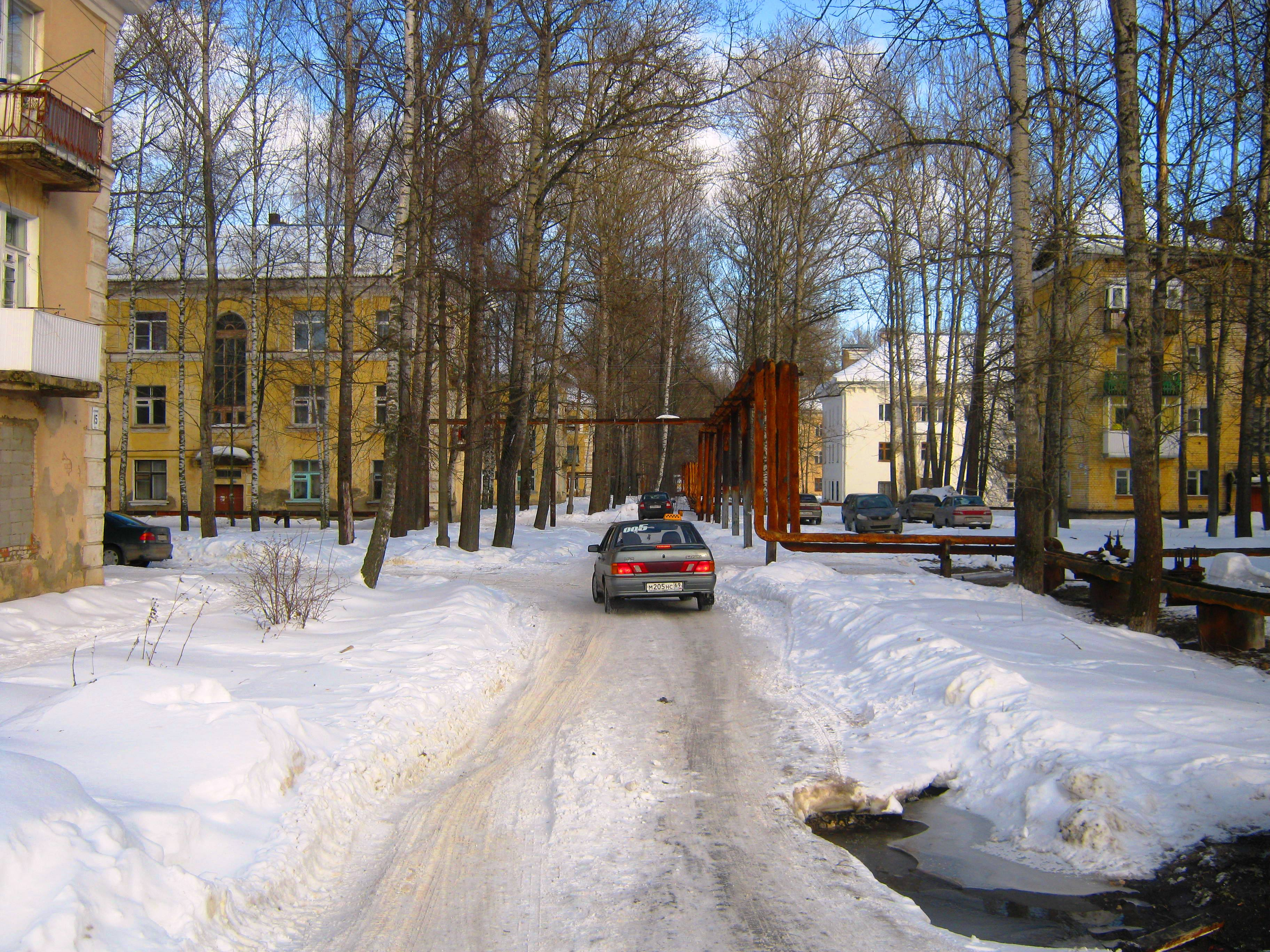
Een woonwijk gebouwd door gevangengenomen nazisoldaten
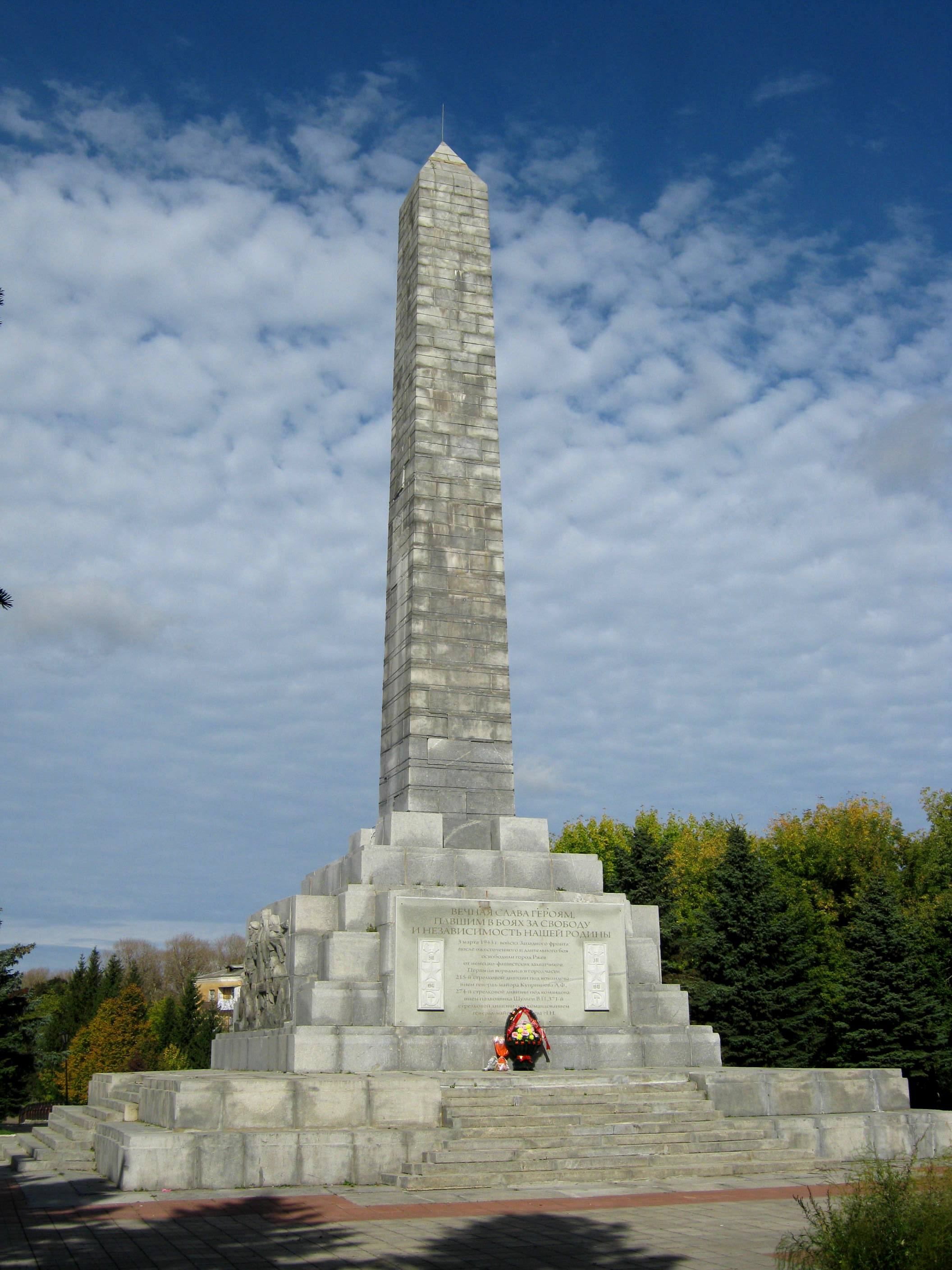
WOII-monument
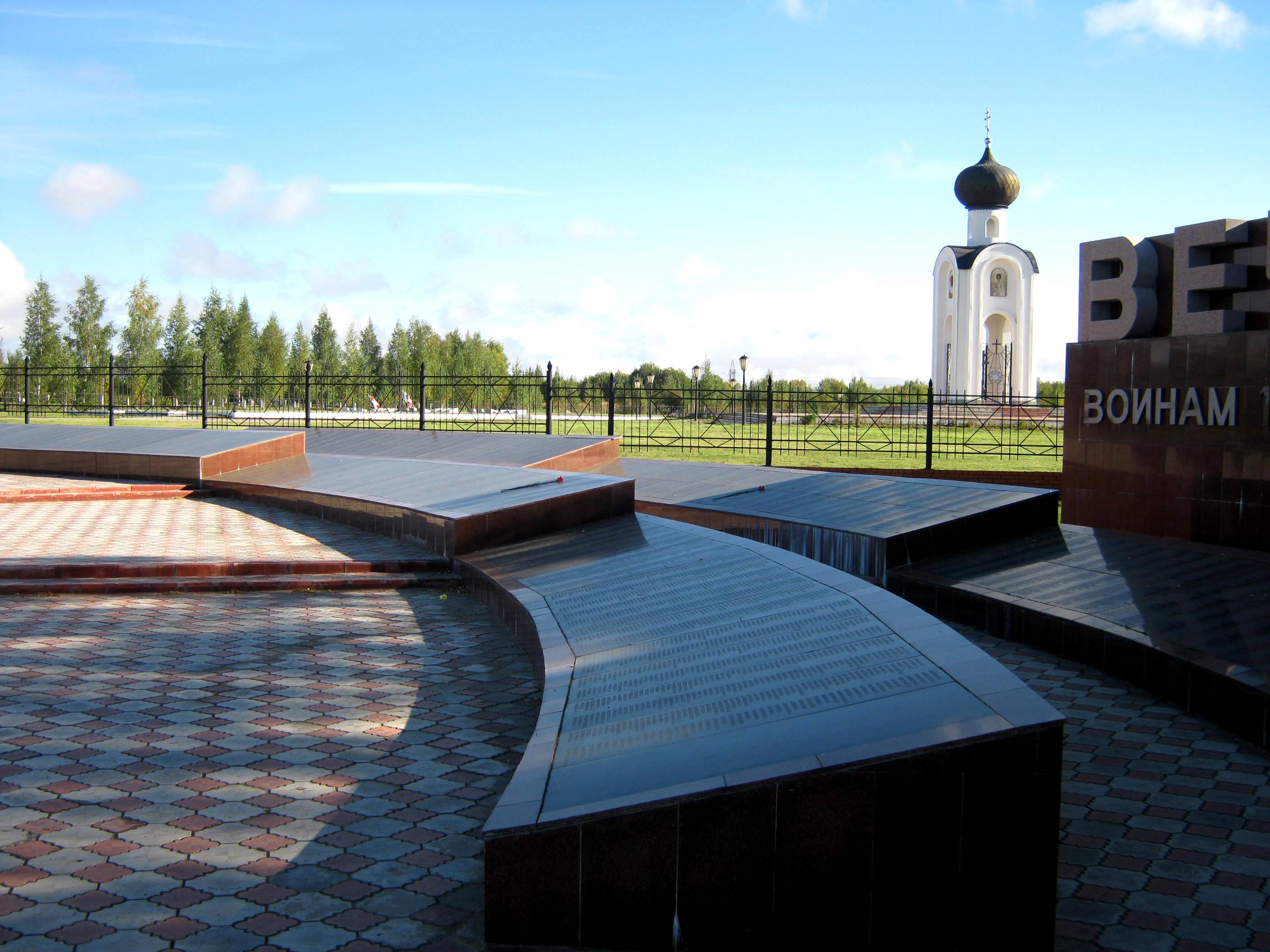
WOII-militaire begraafplaats
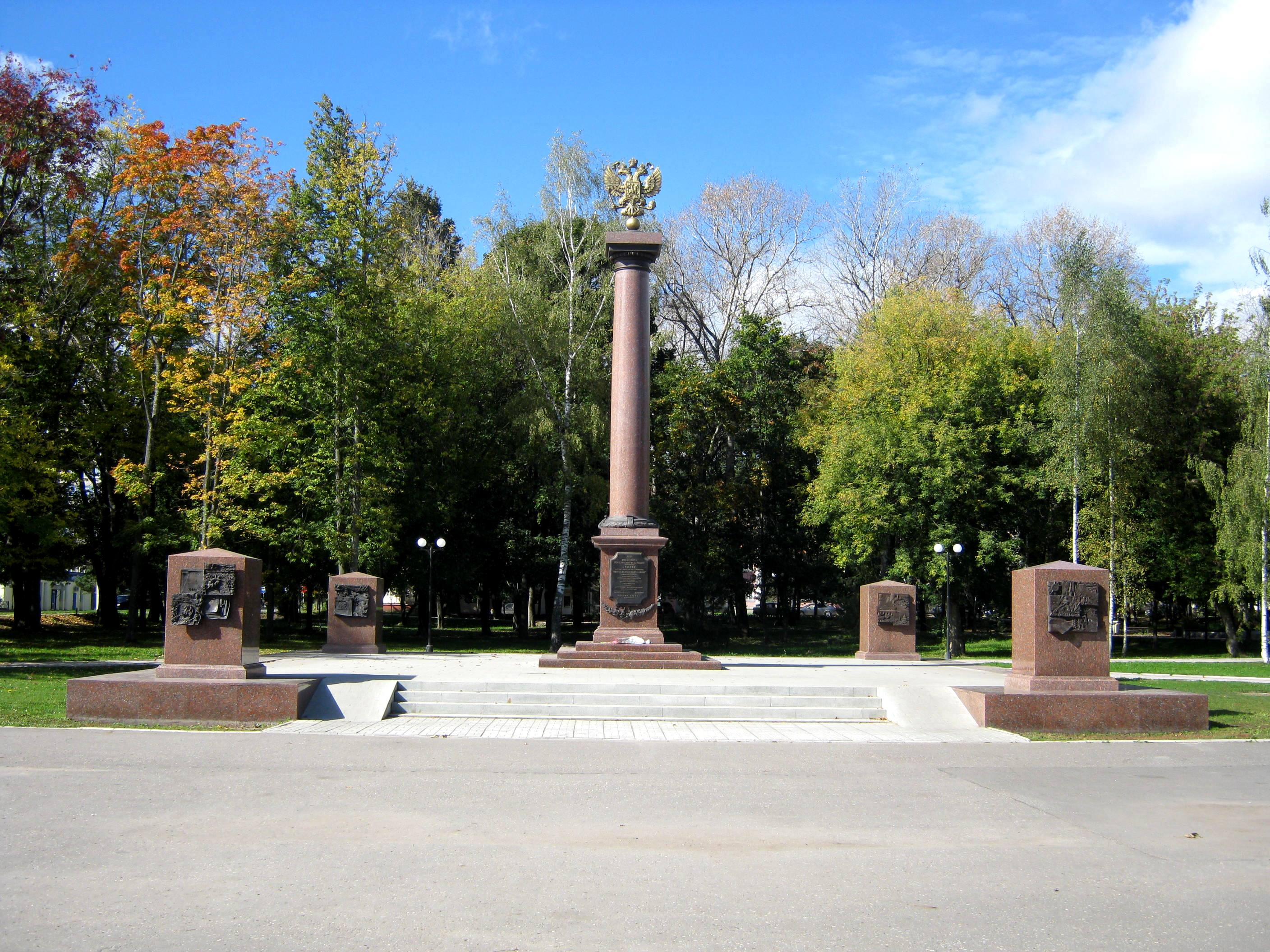
Monument 'Stad van de Militaire Overwinning'
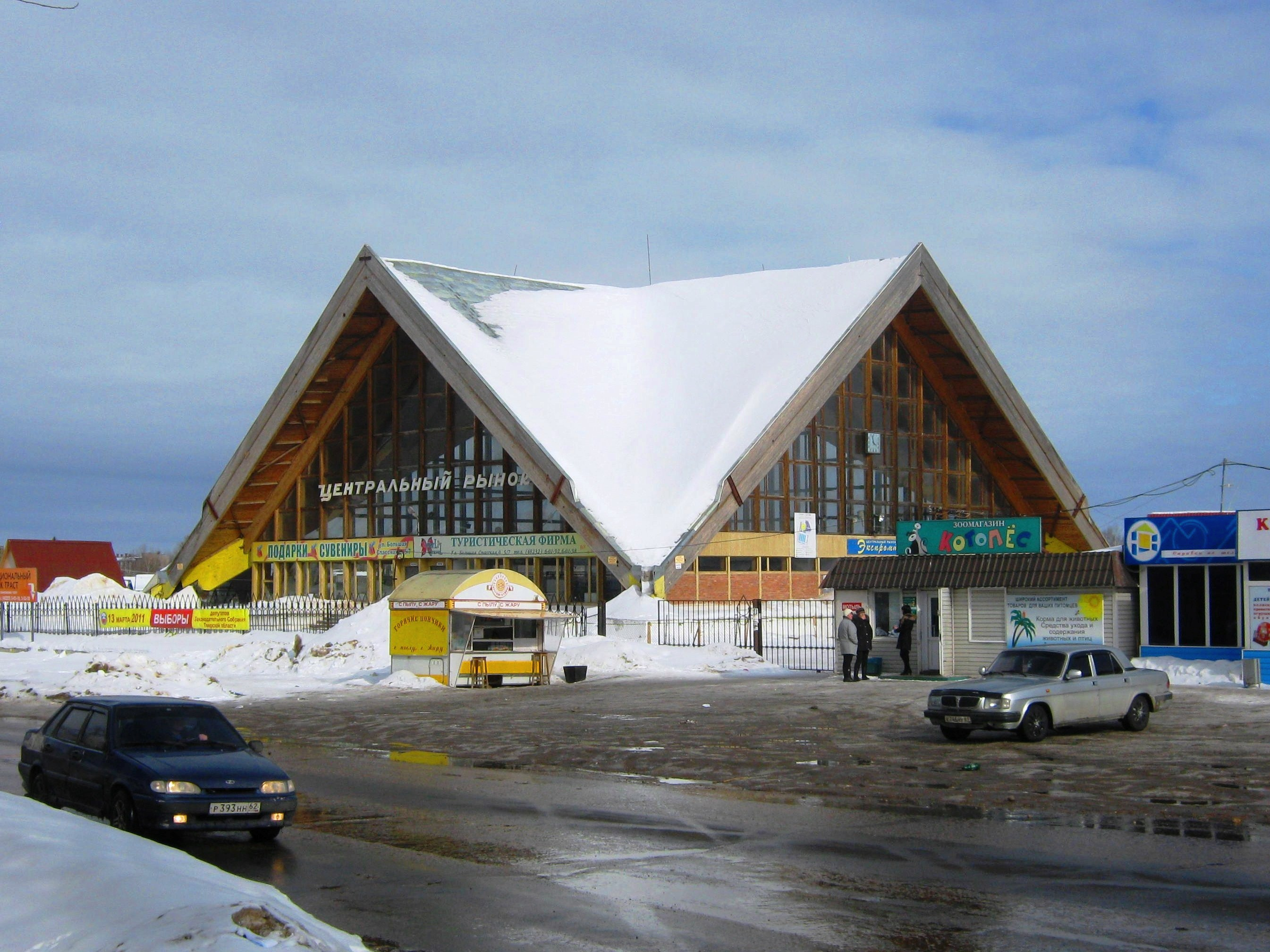
Markthal
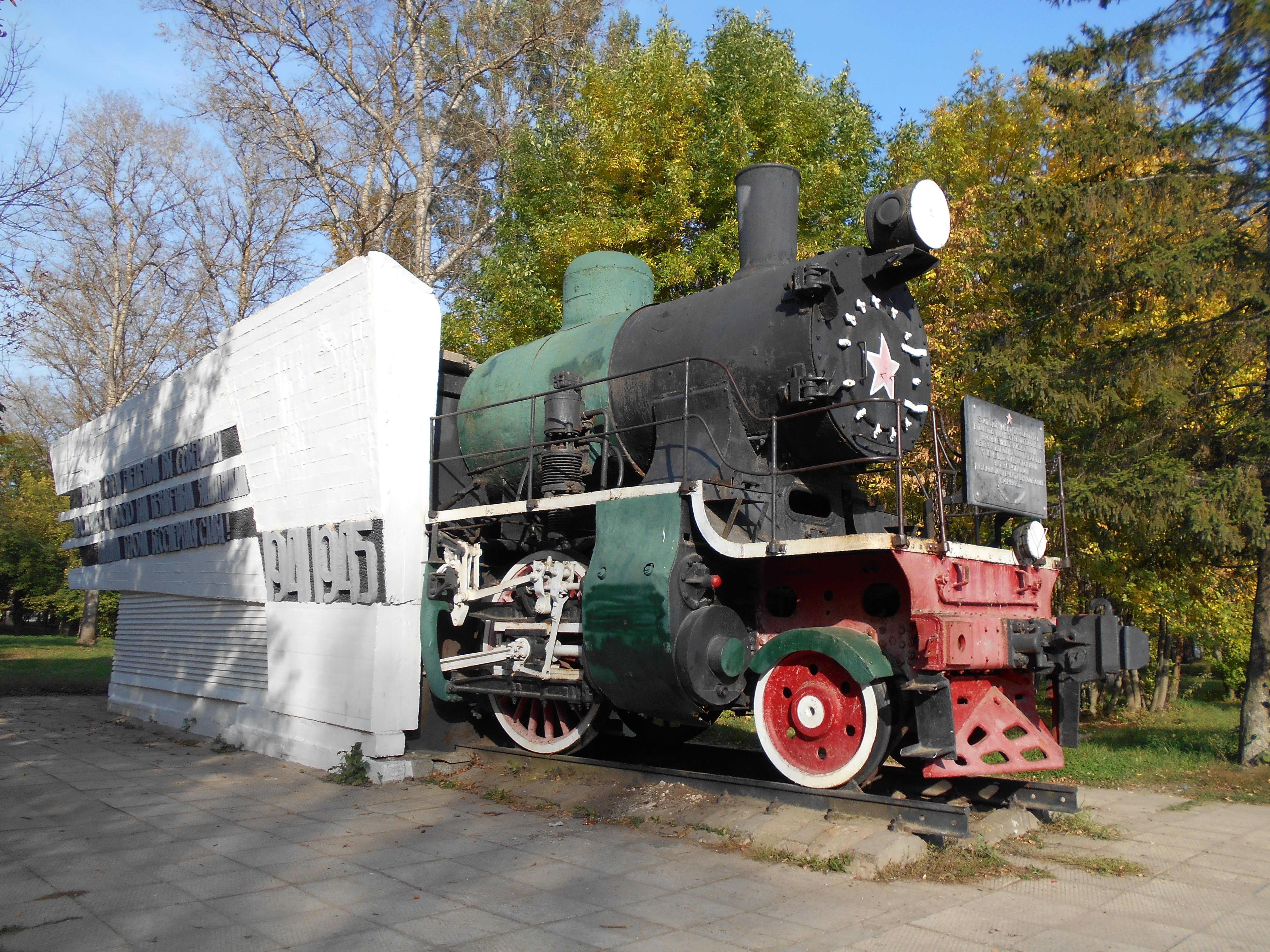
Een stoomtrein
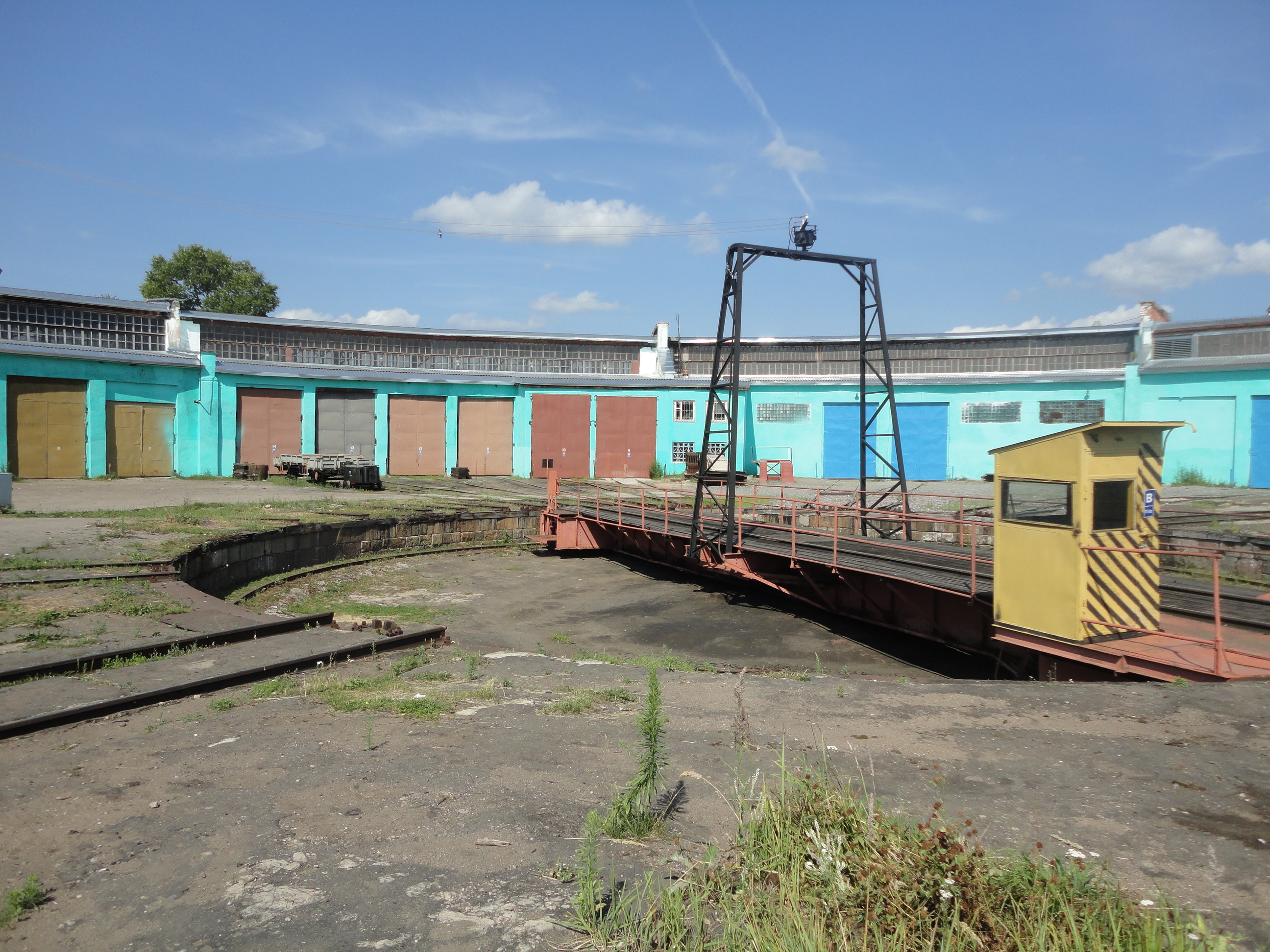
Depot van het station Rzjev-II
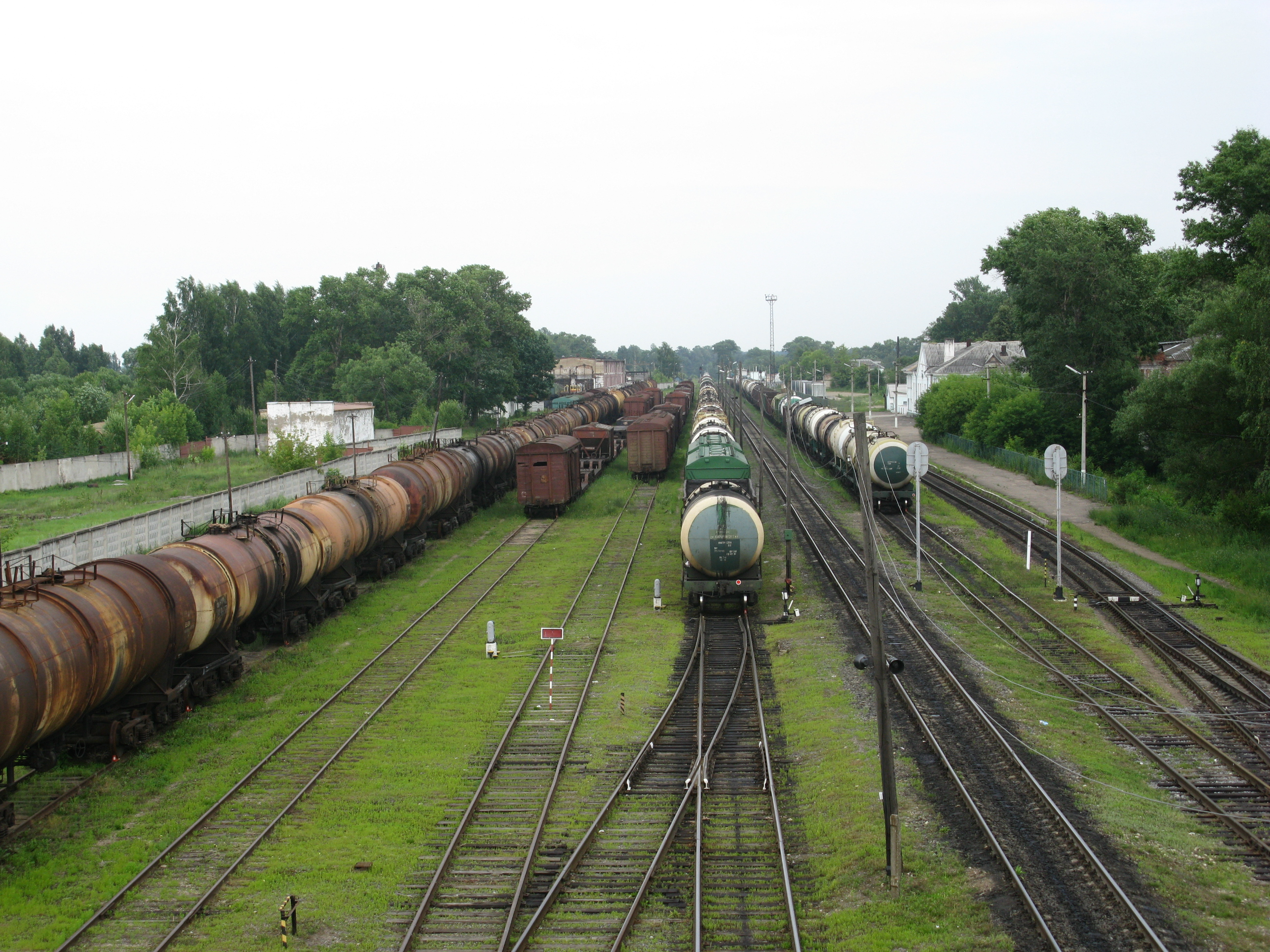
Rzjev-I station
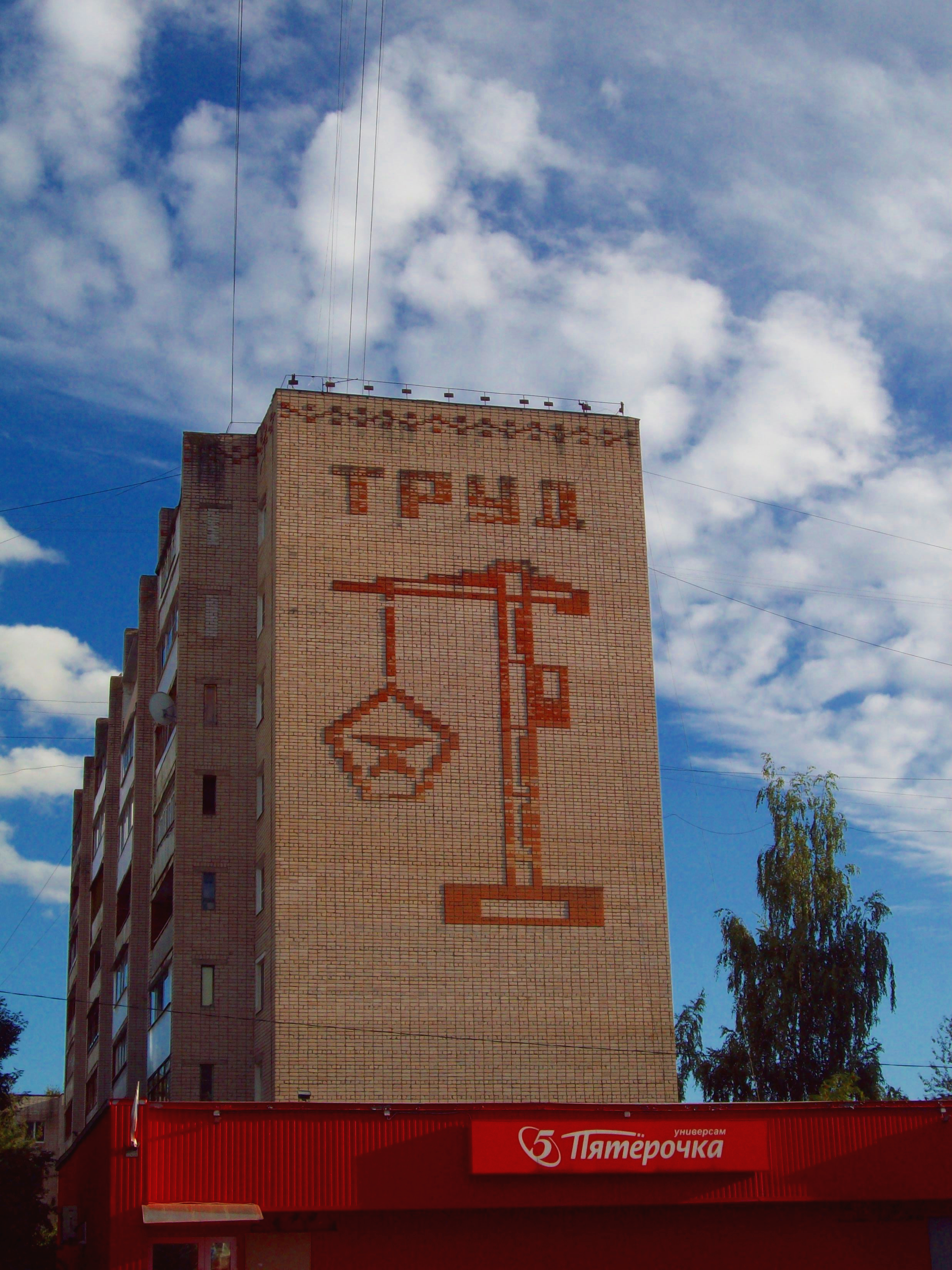
Een huis waarop een kraan staat afgebeeld

Bestuurlijk centrum: Tver 

Andreapol · Bezjetsk · Bely · Bologoje · Kasjin · Kaljazin · Kimry · Konakovo · Krasny Cholm · Koevsjinovo · Lichoslavl · Nelidovo · Oedomlja · Ostasjkov · Rzjev · Staritsa · Torzjok · Toropets · Vesjegonsk · Vysjni Volotsjok · Zapadnaja Dvina · Zoebtsov